# Ronald Reagan
Ronald Wilson Reagan (Tampico, Illinois, 6 februari 1911 – Los Angeles, Californië, 5 juni 2004) was de 40e president van de Verenigde Staten van 1981 tot 1989. Reagan ging, na een carrière als acteur, in de politiek. Als lid van de Republikeinse Partij was hij van 1967 tot 1975 de 33e gouverneur van Californië, alvorens hij als opvolger van de Democraat Jimmy Carter de 40e president van de Verenigde Staten werd en twee ambtstermijnen – van 1981 tot 1989 – in deze functie de Verenigde Staten regeerde.
Reagans eerste termijn als president werd vooral gekenmerkt door een aanbodeconomisch beleid, later Reaganomics genoemd, met een nadruk op belastingverlagingen om economische groei te stimuleren, beperkingen op het geldaanbod om de inflatie te verlagen, het dereguleren van de economie, een afname van overheidsuitgaven en een beperking van de macht van vakbonden. Hij werd in 1984 herkozen als president. Zijn tweede termijn werd overheerst door buitenlandse gebeurtenissen, zoals het einde van de Koude Oorlog, de door hem uitgevoerde bombardementen op Libië in 1986 en het aan het licht komen van de Iran-Contra-affaire waardoor zijn regering grote imago-schade opliep: het bleek dat in het geheim wapens aan Iran geleverd waren, met de opbrengst waarvan de opstandelingen in Nicaragua gefinancierd waren. Reagan omschreef de Sovjet-Unie publiekelijk als "het rijk van het kwaad", en steunde anticommunistische bewegingen wereldwijd. Reagan zocht evenwel tegelijkertijd een diplomatieke uitweg voor de wapenwedloop tussen de VS en de Sovjet-Unie; dit resulteerde in het sluiten van het INF-verdrag waarin beide landen overeenkwamen een groot aantal (nucleaire) raketten te vernietigen.

## Biografie

### Jeugd

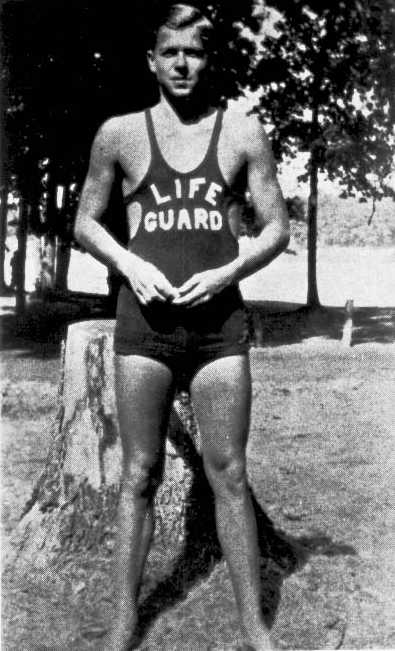
Reagan als strandwacht in 1927

Reagan was de zoon van schoenverkoper en verhalenverteller Jack Reagan (van Iers-katholieke afkomst) en Nelle Clyde Wilson Reagan (van Schots-Engelse komaf). Hij werd geboren in Tampico, maar groeide op in Dixon. Zijn eerste baantje was als strandwacht bij de Rock River in Lowell Park, bij Dixon, in 1927. Hij redde 77 personen in deze functie en elke reddingspoging noteerde hij door een markering aan te brengen op een stuk hout. Hij genoot hierna zijn opleiding aan het Eureka College, waar hij een graad haalde in economie en sociologie. Tijdens zijn studie blonk hij uit in politiek, sport en theater en was hij lid van het voetbalteam en aanvoerder van het zwemteam. Tijdens zijn studie leidde Reagan een studentenopstand tegen de president van het college.

### Acteerloopbaan

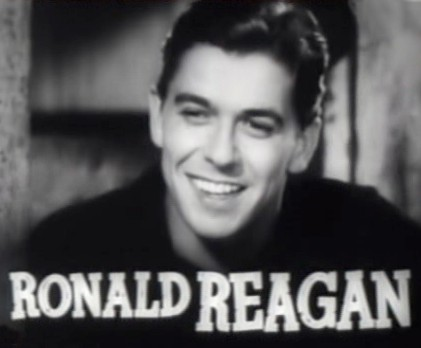
Uit de trailer van Cowboy from Brooklyn uit 1938, een van Reagans eerste films

Na zijn studie begon Reagan zijn carrière bij een regionaal radiostation als sportverslaggever. De filmmaatschappij Warner Bros bood hem in 1937 een contract aan; hij bracht de daarop volgende eerste jaren in Hollywood door als acteur in B-films, waar, zoals Reagan grapte, de producenten didn't want them good, they wanted them Thursday. Hoewel zijn rollen vaak overschaduwd werden door die van anderen kreeg hij voor zijn acteerprestaties goede kritieken. De eerste belangrijke rol die Reagan kreeg was de leidende rol in de film Love is on the Air (1937) en tegen het einde van 1939 was hij al in 19 films verschenen, waaronder Dark Victory. Vlak voor de film Santa Fe Trail speelde hij de rol van George "The Gipper" Gipp in de rolprent Knute Rockne, all American. Door deze film kreeg hij later de bijnaam "The Gipper". In 1941 werd hij tot de op vier na populairste acteur van de nieuwe generatie in Hollywood gekozen. De favoriete rol van Reagan was die van een man die dubbel geamputeerd was (Kings Row, 1942), waarin hij de tekst Where's the rest of me? uitsprak; deze woorden gebruikte hij later als titel van zijn autobiografie, die uitkwam in 1965. Veel critici zien Kings Row tegenwoordig als een van de beste films van Reagan, hoewel de film werd gekraakt door de criticus van de New York Times, Bosley Crowther, maar desalniettemin genomineerd werd voor drie Oscars.
Hoewel Reagan Kings Row de film noemde die van hem een ster maakte, was hij niet in staat het succes te kapitaliseren, omdat hij in actieve dienst werd geroepen van het Amerikaanse leger te San Francisco; dat was twee maanden nadat de film was uitgebracht. Hij zou in de toekomst ook niet meer een sterrenstatus in films herkrijgen. In de naoorlogse periode, na bijna vier jaar dienst bij de World War II stateside service in de eerste Motion Picture Unit, hervatte hij zijn filmcarrière met The Voice of the Turtle, John loves Mary, The Hasty Heart, Bedtime for Bonzo, Cattle Queen of Montana, Tennessee's Partner, Hellcats of the Navy en The Killers (zijn laatste film, een remake in 1964). Tijdens zijn filmcarrière beantwoordde hij vaak persoonlijk zijn fanmail.

### Militaire dienstplicht
De loopbaan van Reagan werd, net als die van veel andere acteurs in die jaren, negatief beïnvloed door de Tweede Wereldoorlog. Vlak voor het uitbreken daarvan had hij een contract getekend dat hem tot een van de best betaalde acteurs van dat moment maakte. Tijdens de looptijd van dit contract brak de oorlog uit en werd hij opgeroepen voor actieve dienst in het Amerikaanse leger. Hij had in de jaren dertig, in de tijd dat hij reserveofficier was, 14 cursussen van het leger gevolgd en werd op 29 april 1937 als soldaat toegevoegd aan troop B, 322nd cavalry in Des Moines. Op 25 mei 1937 werd hij bevorderd tot tweede luitenant in het reservecorps der officieren van de cavalerie. Doordat Reagan slechte ogen had, werd hij niet naar Europa gezonden, maar als liaisonofficier ingezet te San Francisco Port bij de Port and Transportation Office.
Reagan vroeg op 15 mei 1942 overplaatsing naar de AAF aan en werd toegevoegd aan de AAF Public Relations en uiteindelijk bij de First Motion Pictures Unit geplaatst. Reagan keerde na afloop van zijn dienstplicht weer terug naar deze eenheid en werd op 22 juli 1943 aldaar bevorderd tot kapitein. In deze tijd was hij een aanhanger van de Democratische Partij. Terwijl hij diende bij de First Motion Picture Unit in 1945 was hij direct betrokken bij de ontdekking van actrice Marilyn Monroe. Hij keerde vervolgens terug naar Fort MacArthur, Californië, waar hij de actieve dienst op 9 december 1945 verliet. Tegen het einde van de oorlog had zijn eenheid meer dan 400 trainingsfilms voor de AAF geproduceerd.

### Na de oorlog
Reagan werd aan het einde van de oorlog lid van de HICCASP (Hollywood Independent Citizens Committee of the Arts, Sciences and Professions), een progressieve vereniging van Hollywoodacteurs die de erfenis van de New Deal van president Roosevelt verdedigde. Vooraanstaand lid Olivia de Havilland verzette zich in 1946 tegen de steeds linksere koers van de HICCASP en werd hierin gesteund door Reagan. Toen bleek dat de organisatie geïnfiltreerd was door leden van de Amerikaanse Communistische Partij namen De Havilland en Reagan ontslag.

#### Werkzaamheden voor de Screen Actors Guild
Reagan werd in 1941 voor het eerst gekozen in de Board of Directors van de Screen Actors Guild (SAG). Na de Tweede Wereldoorlog hervatte hij deze werkzaamheden en in 1946 werd hij tot derde vicepresident gekozen. In 1947 leidde de aanname van een aantal wetten ertoe dat de SAG-president en zes leden van het bestuur ontslag namen; Reagan werd in een speciale verkiezing gekozen tot president; hij werd daarnaast gekozen om nog zeven jaren deze functie te bekleden, van 1947-1952 en in 1959. Hij leidde de SAG door moeilijke jaren, die gekenmerkt werden door allerlei ruzies, de Taft-Hartley Act, de House Committee on Un-American Activities (HUAC) hoorzittingen en de tijd van de Zwarte Lijst. Tijdens de periode van het Mccarthyisme zorgde hij ervoor dat de FBI namen van acteurs kreeg, waarvan hij geloofde dat ze volgers van het communisme waren. Reagan getuigde hierover ook voor de House Un-American Activities Committee. Hij was een fervent anticommunist en betuigde zijn steun aan democratische principes, waarover hij zei: I never as a citizen want to see our country become urged, by either fear or resentment of this group, that we ever compromise with any of our democratic principles through that fear or resentment.

#### Loopbaan bij General Electric
In 1950 ging hij naast zijn acteursbestaan werken voor het bedrijf General Electric (huishoudelijke apparaten). Hij werd het 'reclamegezicht' van GE en trok met een roadshow door het land om de producten aan te prijzen. Ook werkte hij van tijd tot tijd voor de televisie, toen nog een medium in de kinderschoenen. Ronald Reagan trad op als 'host' van een aantal zaterdagavondprogramma's, met GE Theater als bekendste.

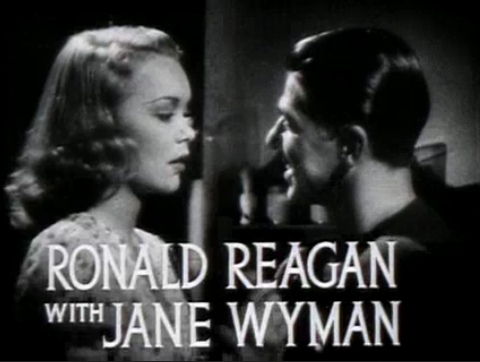
Reagan en zijn eerste vrouw Jane Wyman

### Huwelijken
In 1938 speelde Reagan naast actrice Jane Wyman (1917-2007) in de film Brother Rat. Zij verloofden zich in het Chicago Theater en trouwden op 26 januari 1940 in de Wee Kirk o' the Heather kerk in Glendale. Het echtpaar kreeg 2 kinderen, Maureen (1941–2001) en Christine (1947, overleed na 1 dag) en adopteerde een derde kind, Michael (1945). Na een twist over de politieke aspiraties van Reagan vroeg Wyman in 1948 echtscheiding aan en voerde hierbij als reden de activiteiten van Reagan voor de Screen Actors Guild aan, waardoor er een onoverbrugbare afstand was ontstaan. Reagan was later de eerste en tot de verkiezing van Donald Trump in 2016 de enige Amerikaanse president die gescheiden was.
Reagan ontmoette actrice Nancy Davis (1921-2016) in 1949, nadat zij hem in zijn functie als president van de Screen Actors Guild benaderde om haar te helpen met zaken betreffende haar verschijning op de zwarte lijst in Hollywood (op de lijst was zij aangezien voor een andere Nancy Davis). Zij trouwden in alle stilte in de San Fernando Valley op 4 maart 1952. De enige gasten waren de acteur William Holden en diens vrouw Brenda Marshall. Ronald en Nancy kregen twee kinderen, Patti (1952) en Ron jr. (1958).

### Begin van politieke activiteiten

Reagan is gekozen als gouverneur van Californië

Reagan begon zijn politieke loopbaan als een progressieve Democraat, was een bewonderaar van Franklin Delano Roosevelt en verleende actieve steun aan diens New Dealpolitiek. In de vroege jaren vijftig begon zijn politieke voorkeur naar rechts te veranderen. Hij bleef wel actief voor de Democraten, maar steunde intussen de Republikeinse presidentskandidaten Dwight D. Eisenhower in 1952 en Richard Nixon in 1960. Reagan kwam in 1950 voor het laatst in actie voor een Democratische kandidaat toen hij bij de verkiezingen voor de Senaat Helen Gahagan Douglas hielp in haar campagne tegen Nixon. Nadat hij in 1954 was ingehuurd als gastheer bij het General Electric Theater (een televisieserie) begon Reagan al snel de conservatieve zienswijze te waarderen. De vele toespraken die hij schreef voor General Electric waren niet zozeer patriottisch als wel conservatief en prozakenleven en probedrijfsactiviteiten. Hij werd hierin beïnvloed door Lemuel Boulware, een van de leidende figuren bij General Electric. Boulware, bekend door zijn antivakbondsstandpunten, stond voor de belangrijkste pijlers van het moderne Amerikaanse conservatisme: vrije markt, anticommunisme, lagere belastingen en een terugtredende overheid. Uiteindelijk werden de kijkcijfers van Reagans televisieshows minder en General Electric ontsloeg hem in 1962. In augustus van dat jaar veranderde hij officieel van partij en werd hij Republikein; hij zei daarover: Ik heb niet de Democratische Partij verlaten. De partij heeft mij verlaten.
In de vroege jaren 60 was Reagan gekant tegen de invoering van bepaalde wetten betreffende de rechten van de mens, waarbij hij zei: Als iemand negers of anderen wil discrimineren bij het verkopen of verhuren van zijn huis, is dat zijn goed recht. Zijn verzet tegen overheidsinvloed en actie voor persoonlijke vrijheid stelde hij voor als het tegendeel van racisme; toen er sprake van was dat er gezondheidszorg vanuit de overheid (later "Medicare") zou komen (ingevoerd in 1961) verklaarde Reagan namens de "American Medical Association" dat een dergelijke gezondheidszorg het einde van de vrijheid in Amerika zou betekenen. Hij zei dat als men niet naar hem luisterde: dan zullen we ooit wakker worden en ontdekken dat we socialisme hebben. In deze tijd werd hij ook lid en bleef dat voor de rest van zijn leven van de "American Rifle Association".
Reagan steunde de campagne van de conservatieve Republikeinse presidentskandidaat Barry Goldwater in 1964. In zijn toespraak ten gunste van Goldwater sprak hij over het belang van een kleinere overheid. Hij onthulde zijn ideologische motieven, een beperkte rol voor de overheid, bescherming van individuele vrijheden en een krachtig militair apparaat om deze te beschermen in een wereld die steeds sterker werd bedreigd door het communisme, in een bekende toespraak op 27 oktober 1964, waarin hij zei: The Founding Fathers knew a government can't control the economy without controlling people. And they knew when a government sets out to do that, it must use force and coercion to achieve its purpose. So we have come to a time for choosing. Hij zei ook: You and I are told we must choose between a left or right, but I suggest there is no such thing as a left or right. There is only an up or down. Up to man's age-old dream – the maximum of individual freedom consistent with order – or down to the ant heap of totalitarianism. Deze A Time for Choosing toespraak droeg 1 miljoen dollar bij aan de campagne van Goldwater en wordt tegenwoordig wel gezien als het startpunt van Reagans politieke loopbaan.

#### Gouverneur van Californië

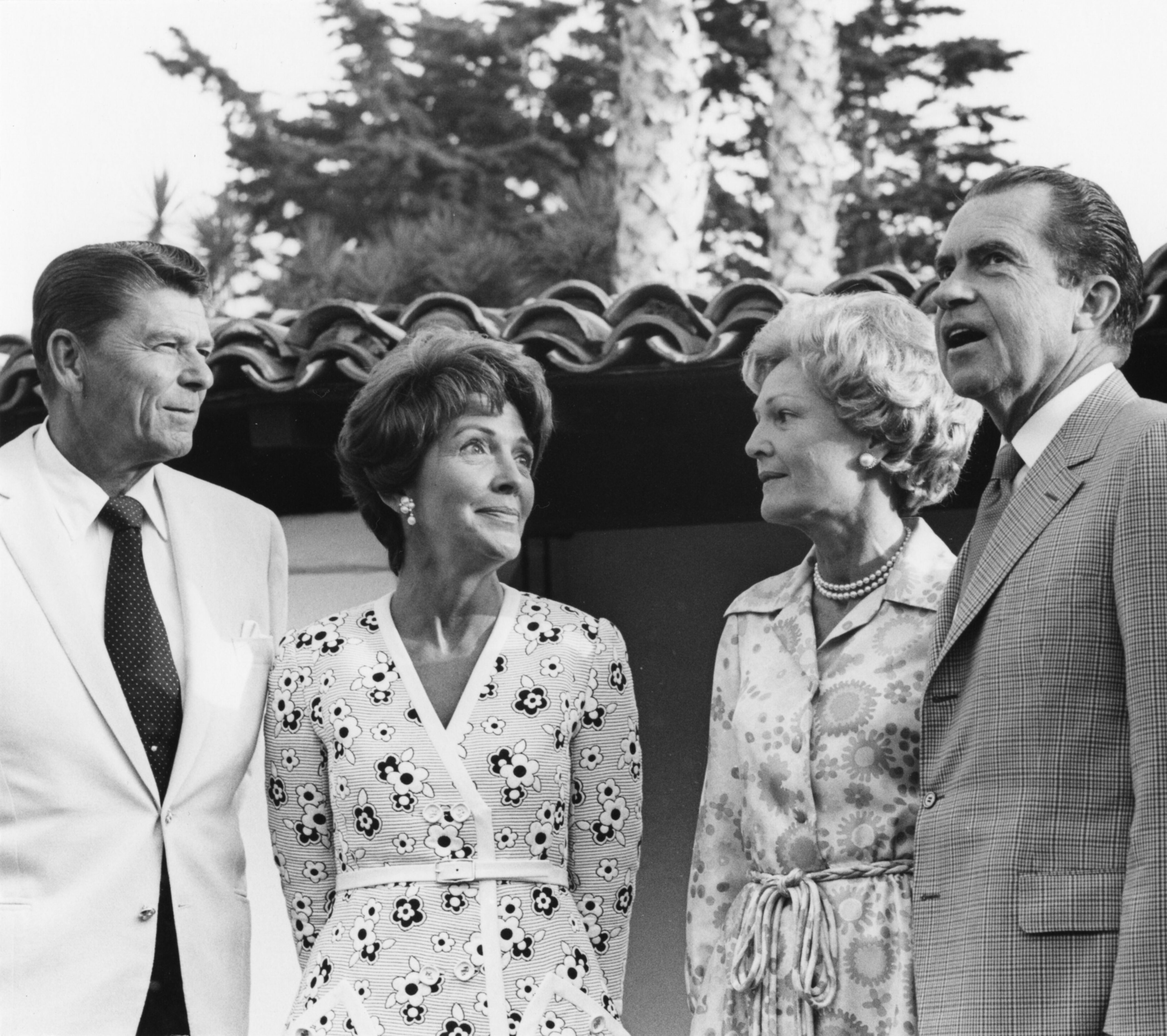
Gouverneur Reagan ontmoet president Richard Nixon

Reagan op bezoek in de Oval Office in 1971

Republikeinen in Californië waren onder de indruk van de politieke ideeën en standpunten van Reagan na zijn toespraak "Time of Choosing" en stelden hem in 1966 kandidaat voor gouverneur van Californië. In zijn campagne benadrukte Reagan twee thema's: de bijstandsklaplopers weer aan het werk zetten en, als reactie op de antioorlogsstromingen en studentenprotesten tegen het establishment aan de Universiteit van Berkeley, de rommel in Berkeley opruimen. Hij werd gekozen, waarbij hij de gouverneur van twee eerdere termijnen, Edmund G. "Pat" Brown, versloeg. Op 2 januari 1967 kwam hij in functie. Tijdens zijn eerste termijn bevroor hij onder meer de overheidsuitgaven. Kort na het begin van zijn ambtsperiode begon Reagan een inschatting te maken van zijn kansen om in 1968 president te worden; hij steunde de "stop Nixon beweging", in de hoop de steun die Nixon in de zuidelijke staten had te verminderen zodat hij compromiskandidaat kon zijn indien noch Nixon noch Nelson Rockefeller genoeg stemmen zouden halen in de eerste stemming van de Republikeinse conventie. Op die conventie kreeg Nixon echter 692 stemmen, 25 meer dan hij nodig had; tweede werd Rockefeller, en Reagan eindigde op de derde plaats.
Als gouverneur was Reagan betrokken bij grootschalige conflicten met de protestbewegingen in Californië. Op 15 mei 1969, tijdens de People's Park protests aan de Universiteit van Berkeley, stuurde hij de Californische Highway Patrol en andere officieren erop af om de protesten te onderdrukken, een incident dat bekendheid kreeg als "Bloedige Donderdag": de student James Rector kwam om het leven en de timmerman Alan Blanchard werd blind. Reagan stuurde vervolgens 2.200 man van de Nationale Garde om de stad Berkeley twee weken lang te bezetten om aldus het verzet te breken. Een jaar na deze gebeurtenis antwoordde hij op vragen over deze kwestie: Als er een bloedbad voor nodig is, laten we dat dan snel afhandelen. Geen gesus meer. Toen het Symbionese Liberation Army Patricia Hearst in Berkeley ontvoerde en eiste dat voedsel aan de armen zou worden uitgedeeld grapte Reagan: Wat jammer dat we geen epidemie van botulisme kunnen hebben. Begin 1967 vond er een nationaal debat plaats over abortus; de Democratische Californische senator Anthony Beilenson lanceerde de Therapeutic Abortion Act; dat was een poging om het aantal illegale abortussen in Californië terug te dringen. De State Legislature stuurde het wetsontwerp naar Reagan, die na een aantal dagen van aarzeling het wetsontwerp tekende. Ongeveer 2 miljoen abortussen zouden als een resultaat van deze wet worden gepleegd, de meesten waren het gevolg van de bepaling dat, indien een abortus beter was voor de moeder, deze legaal gepleegd kon worden. Reagan was indertijd nog maar vier maanden in functie. Hij stelde later dat indien hij meer ervaring had gehad in de functie van gouverneur hij niet zou hebben getekend. Nadat hij zich gerealiseerd had, zoals hij zei, wat "de consequenties" van het wetsontwerp waren, stelde hij dat hij "pro-life" was; ook later bleef hij bij dit standpunt en schreef hij uitvoerige stukken over abortus.
In 1970 werd Reagan herkozen, waarbij hij de tegenkandidaat Jesse Unruh versloeg. Hij koos ervoor niet voor een derde termijn te opteren. Een van de grootste frustraties van Reagan in deze periode was de doodstraf. Hij was hier een warm voorstander van, maar door een uitspraak van het Opperste Gerechtshof van Californië konden alle doodvonnissen die vóór 1972 in Californië waren uitgesproken, niet uitgevoerd worden. Deze beslissing werd later teruggedraaid door een wijziging van de grondwet. De enige executie die in de tijd van het gouverneurschap van Reagan plaatsvond was op 12 april 1967, toen de doodstraf van Aaron Mitchell werd uitgevoerd in de gaskamer van San Quentin State Prison. In 1969 ondertekende Reagan de "Family Law Act", een van de eerste officiële echtscheidingswetten. Tijdens zijn termijnen als gouverneur van Californië ontwikkelde Reagan de politieke ideeën die hij later als president zou nastreven. Door campagne te voeren met als programmapunt "de bijstandsklaplopers weer aan het werk zetten" sprak hij zich uit tegen de verzorgingsstaat. Hij was tevens een sterk voorstander van het Republikeinse ideaal van minder overheidsbemoeienis in het bedrijfsleven. Hij werd op 6 januari 1975 als gouverneur van Californië opgevolgd door Jerry Brown.

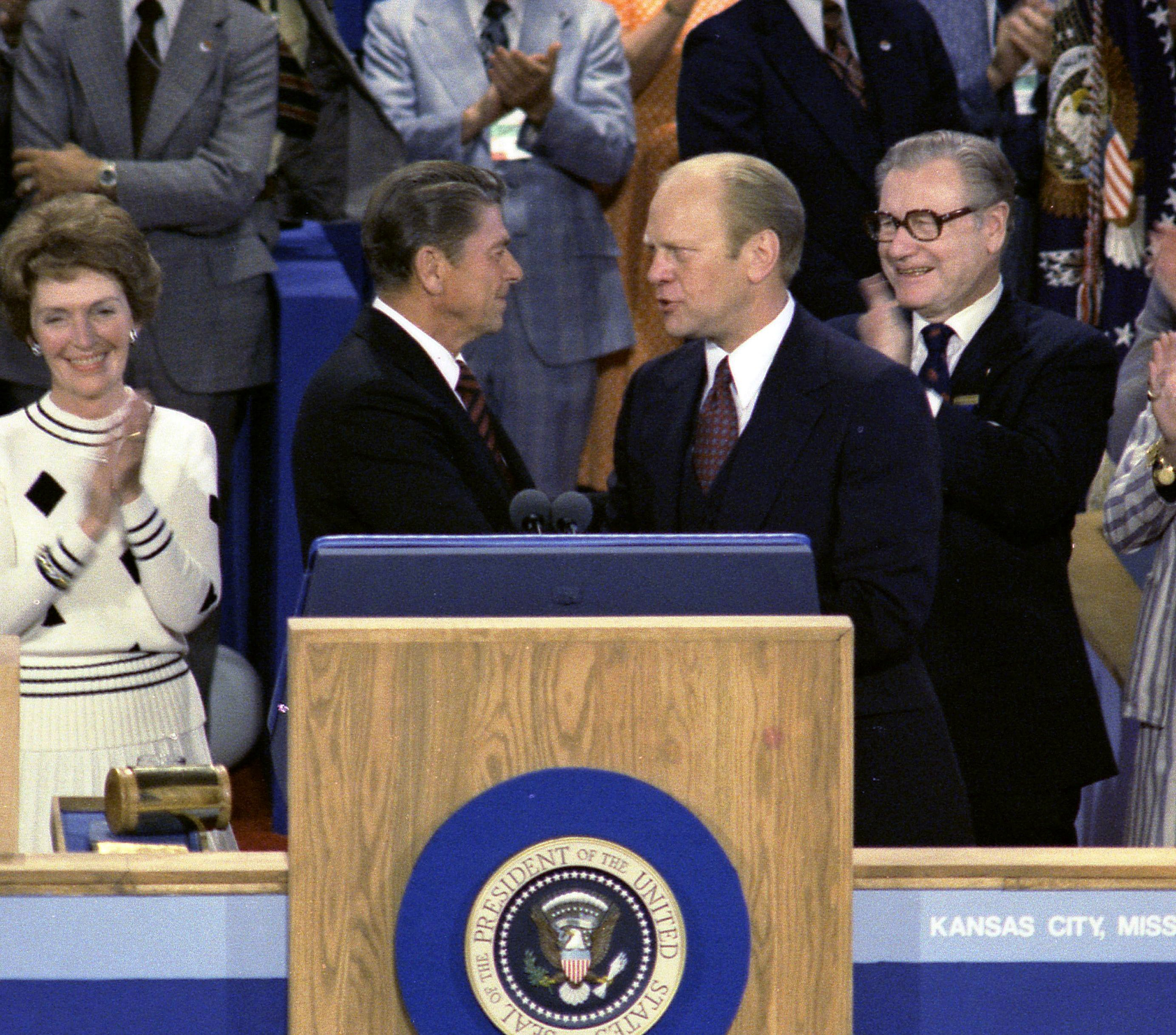
Met Gerald Ford in 1976

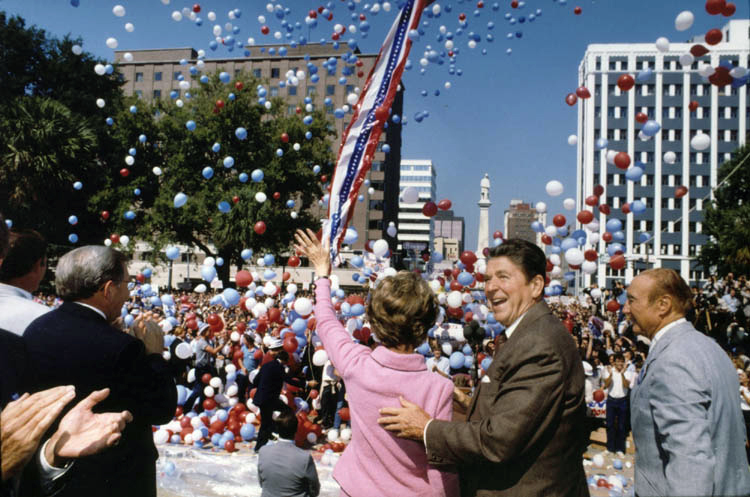
Campagne in 1980, samen met zijn echtgenote

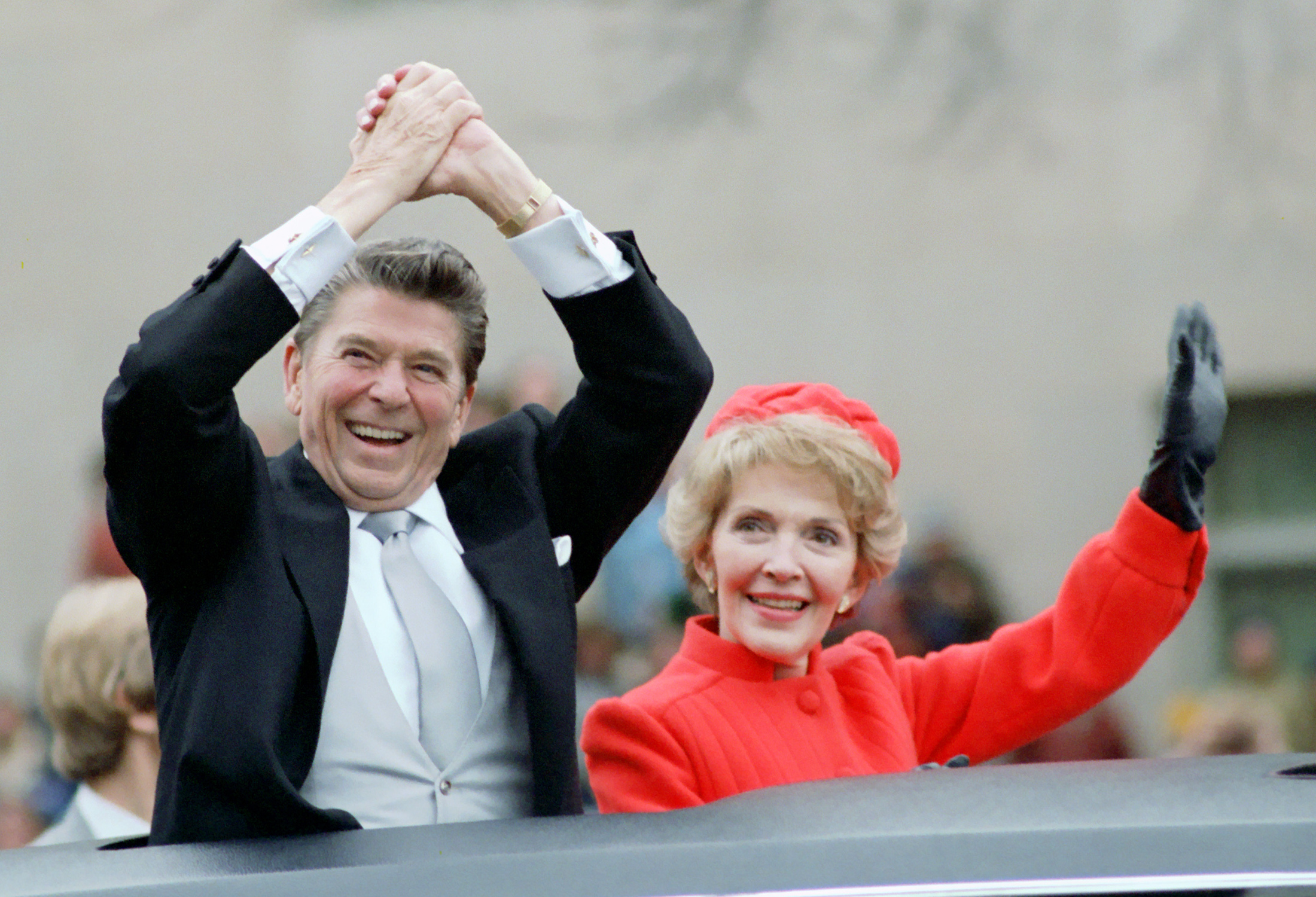
Na de presidentiële inauguratie in 1980

In 1976 streefde Reagan naar de Republikeinse kandidatuur voor het presidentschap, maar hij werd op de Republikeinse Conventie verslagen door de zittende president Gerald Ford. In 1980 werd hij wel de Republikeinse kandidaat en versloeg hij op 69-jarige leeftijd president Jimmy Carter overtuigend.

### President van de Verenigde Staten

#### Strijd om het presidentschap

##### Campagne van 1976
In 1976 daagde Reagan de zittende president Gerald Ford uit in een poging om de Republikeinse kandidaat te worden voor het presidentschap. Hij profileerde zichzelf als de conservatieve kandidaat en had de steun van conservatieve organisaties als de American Conservative Union. De campagne van Reagan was bedacht door campagnestrateeg John Sears en bestond uit het winnen van een paar staten, die de kwetsbaarheid van Fords nominatie naar voren had moeten brengen. Reagan won de voorverkiezingen in de staten North Carolina, Texas en Californië, maar uiteindelijk lukte zijn strategie niet, omdat hij in de staten New Hampshire, Florida en de staat van zijn geboorte, Illinois, verloor. Zijn campagne in Texas verliep voorspoediger en veel van het succes aldaar behaald was te danken aan het werk van onder meer Ernest Angelo, burgemeester van Midland en Ray Barnhart, burgemeester van Houston, die Reagan in 1981 tot directeur van de Federal Highway Administration zou benoemen.
Uiteindelijk wist Ford deze strijd dus te winnen; Reagan kreeg de stemmen van 1.070 gedelegeerden tegen 1.187 stemmen voor Ford. Deze verloor uiteindelijk in 1976 de verkiezingen van de Democraat Jimmy Carter. De toespraak die Reagan op de conventie hield ging over de gevaren van de nucleaire oorlog en de grote dreiging die van de Sovjet-Unie uitging.

##### Campagne van 1980
De strijd om het presidentschap in 1980 ging tussen Reagan en de zittende president Jimmy Carter; het was onder meer de tijd van economische onrust en het voortduren van de Iraanse gijzelingscrisis. De campagne van Reagan benadrukte enkele van zijn fundamentele principes zoals lagere belastingen om de economie te stimuleren, minder overheidsbemoeienis in het leven van de burger, de rechten van de staten, een sterke nationale defensie en herstel van de Amerikaanse dollar tot de goudstandaard.
Reagan lanceerde zijn campagne in Philadephia, Mississippi, met de verklaring: I believe in states' rights; Philadelphia was indertijd vooral bekend als de plek waar drie mannen, die hadden geprobeerd om Afrikaans-Amerikaanse burgers over te halen te stemmen tijdens de civilrightsbeweging, waren vermoord.
Nadat Reagan door de republikeinse partij was verkozen tot presidentskandidaat koos hij een van zijn voormalige tegenstanders, George H.W. Bush, als zijn kandidaat voor vicepresident. Een verkiezingsdebat, dat in oktober werd uitgezonden op de televisie, leverde veel steun op voor zijn campagne. Adviseurs van Reagan kregen voor het debat gestolen documenten in handen van het kamp van Carter die bedoeld waren als voorbereiding van Carter op het debat. Uiteindelijk won Reagan de verkiezing op 4 november 1980 met grote overmacht, waarbij hij van 44 staten 489 electorale stemmen verkreeg tegen slechts 49 electorale stemmen voor Carter (zes staten en Washington D.C.). Reagan verkreeg 50,7% van de stemmen terwijl Carter 41% kreeg; de onafhankelijke kandidaat John B. Anderson (een progressieve Republikein) ontving 6,7% van de stemmen. De Republikeinen veroverden nu, voor het eerst sinds 1952, de meerderheid in de Senaat en wonnen 34 zetels in het Huis van Afgevaardigden, maar daar behielden de Democraten de meerderheid.

#### Presidentschap

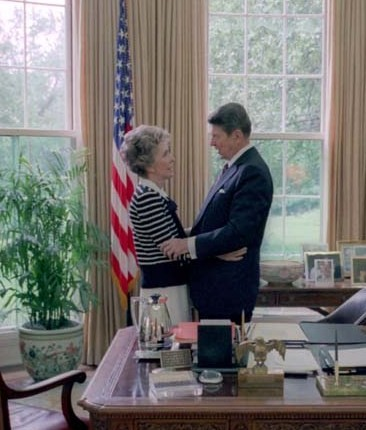
De Reagans in de Oval Office

Reagan was president van de Verenigde Staten van 20 januari 1981 tot 20 januari 1989. Op 4 november 1984 werd hij met een grote meerderheid herverkozen. Hij behaalde maar liefst 525 kiesmannen, tegenover 13 kiesmannen voor de democratische presidentskandidaat Walter Mondale. Zijn overwinning was nog net iets groter dan die van Nixon in 1972, die toen 520 kiesmannen achter zich kreeg. In de campagne van 1984 maakte Reagan, in een tv-debat met tegenkandidaat Mondale aangesproken op zijn leeftijd en mogelijk afgenomen vermogen lange dagen te werken, de grap dat hij in de campagne geen verkiezingsissue zou maken van de jeugd en politieke onervarenheid van zijn opponent, dit ook tot grote hilariteit bij Mondale.
Globaal gezien was zijn regering voor het inperken van de macht van de federale overheid en was ze de initiator van een van de grootste belastingverlagingen in de Amerikaanse geschiedenis. De economische politiek die gevoerd werd stond bekend als de "Reaganomics" en was een voorbeeld van een aanbodeconomie. Reagan probeerde het ondernemerschap te stimuleren en de sociale uitgaven, de vele regels en de inflatie te verminderen. De economische groei gaf vanaf 1980 een stevig herstel te zien maar de nationale schuld werd daarentegen belangrijk groter. De regering van Reagan was anticommunistisch; de Sovjet-Unie werd een evil empire genoemd en de legerkrachten werden verder opgebouwd en uitgebreid. Grenada werd bezet, de eerste Amerikaanse legeractie aan de overzijde van de oceaan sinds het einde van de Vietnamoorlog. Amerikaanse militaire en diplomatieke krachten werden aan het werk gezet om communistische regeringen omver te werpen, met name in Centraal-Amerika en Afghanistan. Reagan sloot een diplomatiek verbond met de Britse minister-president Margaret Thatcher en ontmoette de Russische leider Michail Gorbatsjov vier keer met de intentie om een einde te maken aan de steeds groter wordende nucleaire arsenalen van de Verenigde Staten en de Sovjet-Unie.
De periode van het presidentschap van Reagan wordt wel de "Reagan Revolution" genoemd of "the Age of Reagan" – waarmee erkend werd dat er zowel binnen als buiten de Verenigde Staten door het conservatisme en het geloof in de vrije markt van de regering-Reagan verandering plaatsvond. De regering werkte toe naar een ineenstorting van het Sovjetcommunisme en deze politieke macht implodeerde ook daadwerkelijk op het moment dat Reagan het Witte Huis verliet. Successen tijdens de Koude Oorlog leidden tot een unipolaire wereld, met de Verenigde Staten als de enige supermacht die over was. Terwijl de Iran-Contra-affaire tijdens de tweede termijn van Reagan een aantal leden van zijn regering beschadigde, wist Reagan zelf het Witte Huis te verlaten met in de peilingen een goedkeuringspercentage van 63 %; dat was een van de hoogste percentages van vertrekkende presidenten tot dan toe.

##### Buitenlands beleid en Defensie
Als president van de VS wilde Reagan het defensieve ruimteschild SDI laten ontwikkelen: een systeem waarmee vijandelijke nucleaire raketten zouden kunnen worden uitgeschakeld voor ze de VS zouden bereiken. Reagan zette het toen algemeen aanvaarde strategische paradigma van mutual assured destruction overboord. Het idee dat de Verenigde Staten zich niet konden verdedigen tegen een nucleaire aanval beviel hem geenszins, en hij riep wetenschap en industrie op een methode te ontwikkelen die het mogelijk zou maken een aanval af te slaan. Een ruimteschild werd gekozen als het juiste antwoord. Een bekende uitspraak van Reagan in dit kader was: Let's defend the American people, not avenge them. Het plan was een belangrijke factor in zijn onderhandelingen over wederzijdse nucleaire ontwapening met de Sovjet-Russische secretaris-generaal Michail Gorbatsjov in de villa Höfði in Reykjavik (1986). De Russen realiseerden zich dat zij deze uitdaging niet konden beantwoorden. Het ontbrak de Sovjet-Unie zowel aan geld als aan technische mogelijkheden om deze wapenwedloop te beantwoorden.
Amerika was gedurende het presidentschap van Reagan niet in oorlog. De invasie van Grenada in 1983 was het belangrijkste gewapende conflict. Ook bombardeerden de VS doelen in Libië als vergelding voor terreuraanslagen waar Libië verantwoordelijk voor werd gehouden. De VS financierde onder Reagans bewind de moedjahedien die in de Afghaanse Oorlog tegen de Sovjet-Unie vochten en die de basis vormden van de groep rond Osama bin Laden, Jonas Savimbi's rebellen in Angola en Saddam Hoessein, wiens Irak in oorlog was met Iran.
In 1982 viel Israël Libanon binnen: de Libanonoorlog (met de massamoorden in de Palestijnse vluchtelingenkampen Sabra en Shatila door christelijke Libanese milities onder "toezicht" van het Israëlisch leger. Reagan kwam op 1 september dat jaar met een vredesplan voor het Israëlisch-Palestijns conflict. Elementen daarvan waren: een stop op de (internationaal rechterlijk illegale) Israëlische nederzettingen. Zelfbestuur voor de Palestijnen op de Westbank en in de Gazastrook, maar géén eigen staat. De Westbank zou onder Jordanië  gaan vallen. Jeruzalem zou ongedeeld blijven. De Palestijnen moesten met Israël onderhandelen over hun positie daar. Het plan was bedoeld als een vervolg op de Camp David akkoorden. De PLO was geraadpleegd. Israël een dag tevoren. Israël, premier Begin, wees het direct af als “nationale zelfmoord”. De PLO deed dat in 1983.
In 1986 brak een schandaal uit, de Iran-Contra-affaire. Bekend werd dat de Verenigde Staten in het geheim illegaal wapens hadden geleverd aan Iran en dat de opbrengst daarvan heimelijk ging naar de Contra's, rebellen die trachtten de linkse regering van Nicaragua omver te werpen. Het Amerikaanse Congres had dit verboden. Reagan zei geen kennis hiervan te hebben. Hij benoemde zelf een commissie, bestaande uit twee Republikeinen en één Democraat (John Tower, Brent Scowcroft en Edmund Muskie, bekend als de Tower Commission) om de affaire te onderzoeken. De commissie kon geen direct bewijs vinden dat Reagan kennis had van het programma, maar kritiseerde hem voor het gebrek aan leidinggeven aan zijn personeel, waardoor het misbruik van de gelden plaats kon vinden. Een door het Congres ingestelde commissie concludeerde: "Als de president niet wist wat zijn adviseurs voor nationale veiligheid deden, dan had hij dat wel moeten weten." De populariteit van Reagan daalde in nog geen week van 67% tot 46%, de hevigste en snelste daling die enige president meegemaakt had. Als gevolg van dit schandaal werden veertien medewerkers van Reagan strafrechtelijk vervolgd, elf van hen werden veroordeeld.
Het Internationaal Gerechtshof veroordeelde de Verenigde Staten wegens schending van het internationaal recht en van de soevereiniteit van Nicaragua, ook doordat de VS mijnen hadden gelegd in de territoriale wateren van Nicaragua. De regering-Reagan weigerde de rechtsmacht van het Hof te erkennen.

##### Economisch beleid
Reagan slaagde erin de Amerikaanse economie uit het slop te trekken door een economisch beleid dat wel Reaganomics wordt genoemd, supply side economics of aanbodeconomie. Hierbij wordt de economische groei gestimuleerd door zo veel mogelijk barrières voor mensen om goederen te produceren en diensten aan te bieden, zoals belastingen, weg te nemen en meer flexibiliteit toe te staan door minder regulering. Deze toename in economische activiteiten leidt voorts tot meer inkomen dat door de overheid belast kan worden, waardoor de belastingverlaging zichzelf terugverdient. (zie ook Laffercurve).
Het toptarief van de federale inkomstenbelasting werd onder Reagan verlaagd van 70% naar 28%. Toen Reagan het Witte Huis verliet, was de inflatie op een laag en stabiel peil gebracht en de werkloosheid, die aan het eind van Jimmy Carters ambtsperiode op 7,5% stond, teruggebracht tot 5,3%. Wel groeide tijdens Reagans' ambtstermijn de kloof tussen arm en rijk; al werden ook de armen onder zijn beleid rijker. Doordat Reagan weinig bezuinigde, en de overheidsuitgaven aan defensie juist liet toenemen, nam de staatsschuld onder zijn termijn toe. Dit betreurde hij na zijn presidentschap ten zeerste.

President Reagan
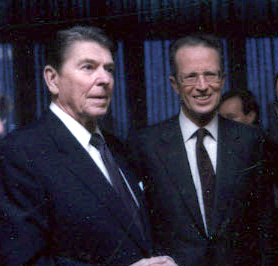
Reagan en koning Boudewijn van België
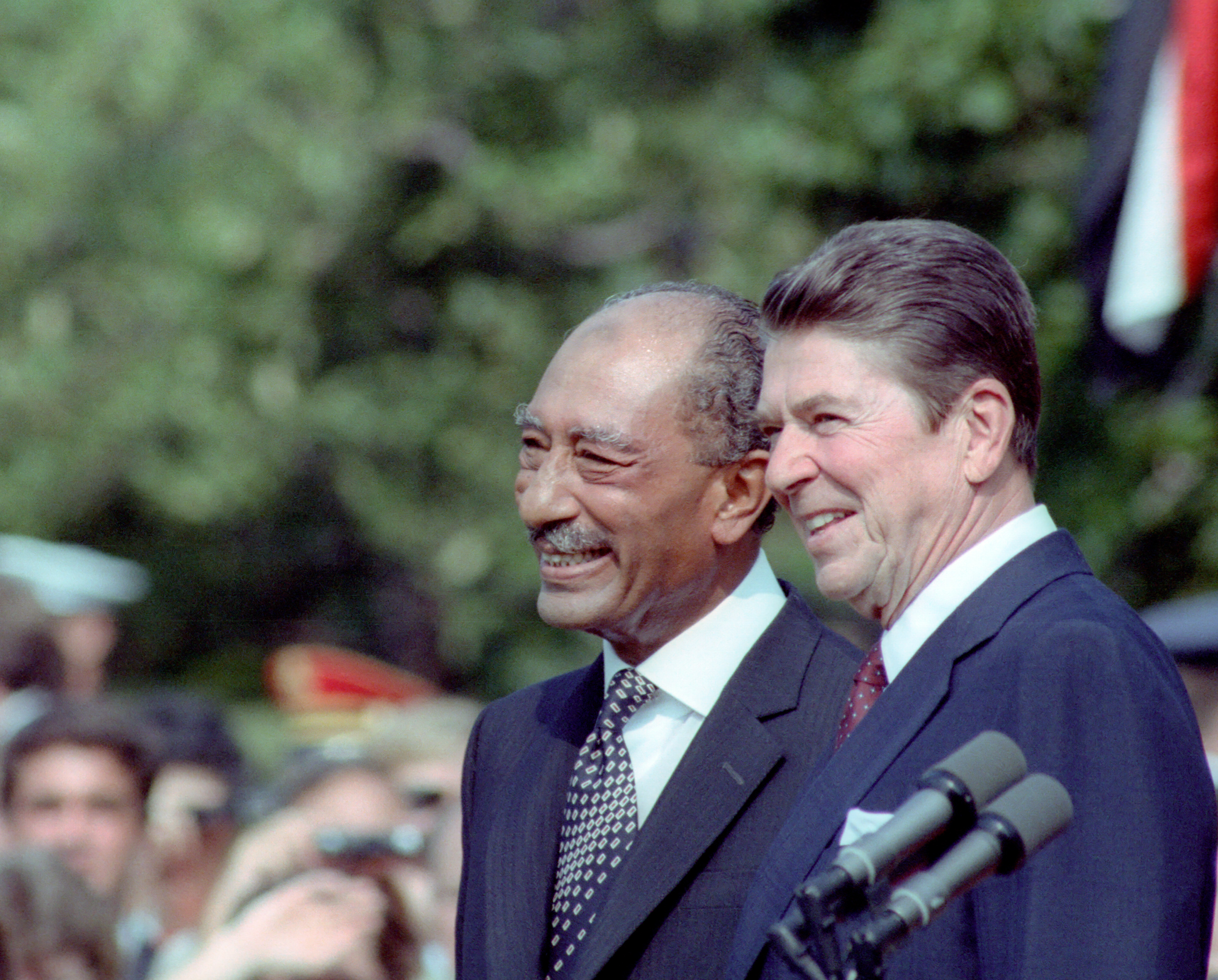
Reagan en Anwar Sadat
Reagan en Yasuhiro Nakasone
Reagan op de achtergrond, op de voorgrond John Travolta en Diana Spencer
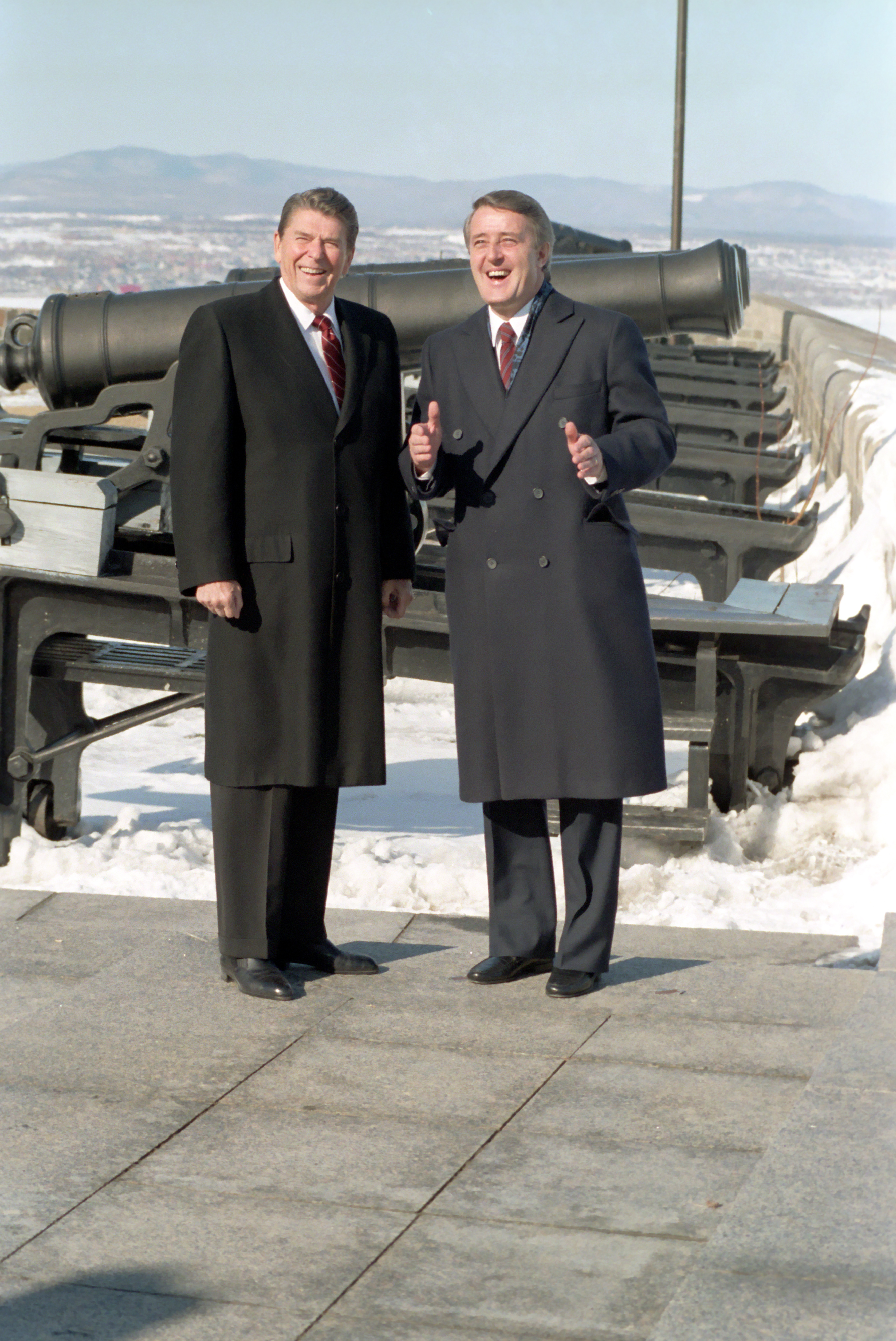
Reagan en Brian Mulroney
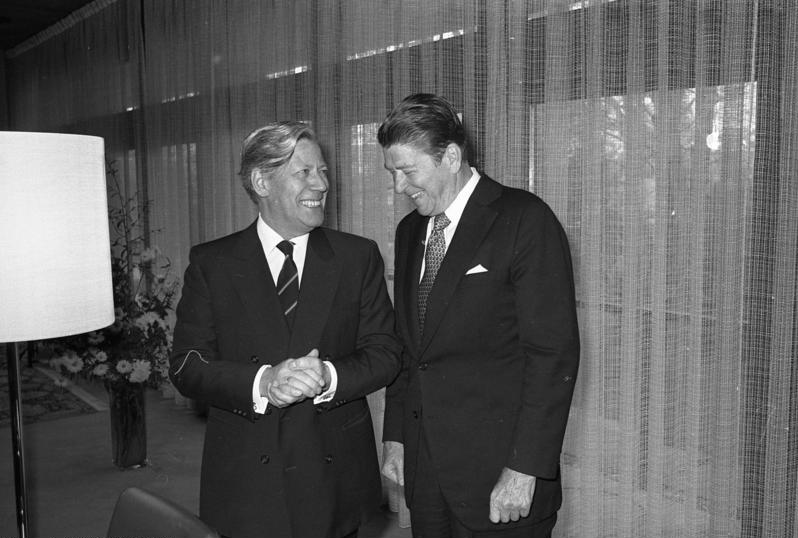
Reagan met Helmut Schmidt
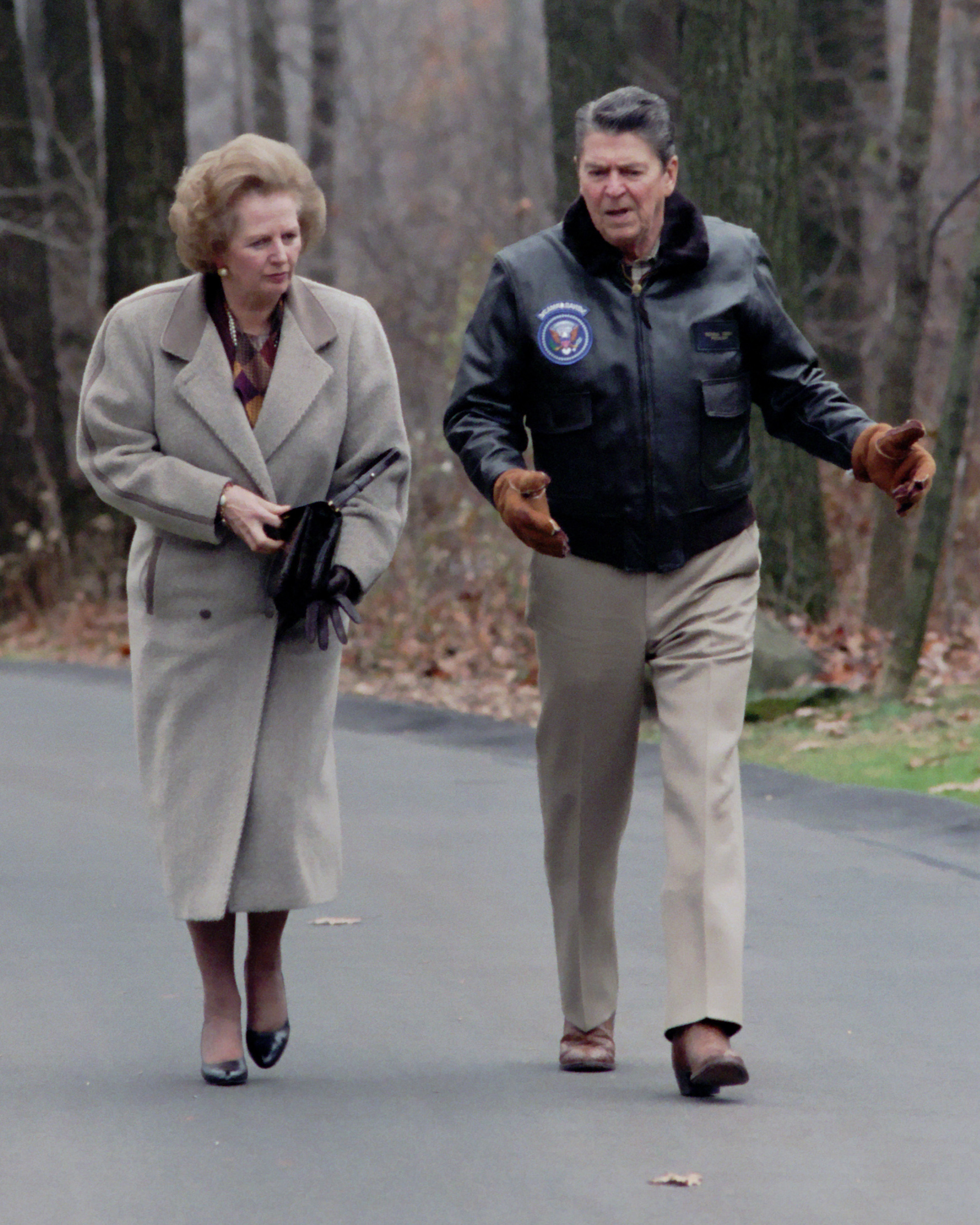
Reagan met Margaret Thatcher
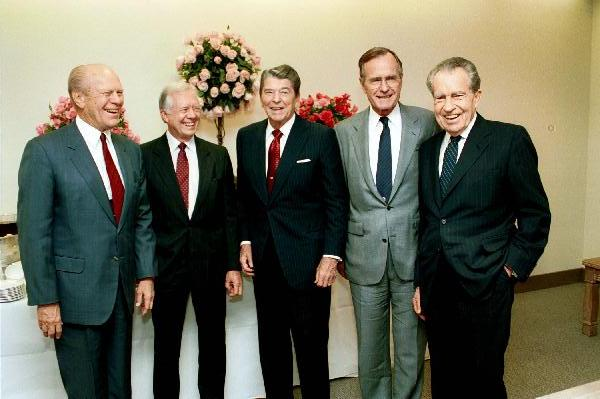
Reagan en vier andere Amerikaanse presidenten

#### Belangrijkste getekende wetten
- 13 augustus 1981: Economic Recovery Tax Act of 1981
- 3 september 1982: Tax Equity and Fiscal Responsibility Act of 1982
- 13 oktober 1982: Job Training Partnership Act of 1982
- 15 oktober 1982: Garn-St. Germain Depository Institutions Act
- 7 januari 1983: Nuclear Waste Policy Act
- 20 april 1983: Social Security Amendments of 1983
- 28 september 1984: Voting Accessibility for the Elderly and Handicapped Act
- 30 oktober 1984: Cable Communications Act of 1984
- 7 april 1986: Consolidated Omnibus Budget Reconciliation Act of 1985
- 6 juni 1986: Federal Employees Retirement System
- 1 oktober 1986: Goldwater-Nichols Act
- 22 oktober 1986: Surface Freight Forwarder Deregulation Act of 1986
- 26 oktober 1986: Tax Reform Act of 1986
- 6 november 1986: Immigration Reform and Control Act of 1986
- 22 juli 1987: McKinney-Vento Homeless Assistance Act
- 10 augustus 1988: Civil Liberties Act of 1988
- 4 augustus 1988: Worker Adjustment and Retraining Notification Act
- 23 augustus 1988: Omnibus Foreign Trade and Competitiveness Act
- 13 oktober 1988: Family Support Act

#### Benoemingen in het Hooggerechtshof
Reagan deed tijdens zijn presidentschap de volgende benoemingen voor het Hooggerechtshof:
- Sandra Day O'Connor - 1981, waarmee hij de eerste president was die een vrouw hierin benoemde
- William Rehnquist - opperrechter, 1986 (rechter sinds 1972)
- Antonin Scalia - 1986
- Anthony Kennedy - 1988

Reagan tijdens zijn presidentschap
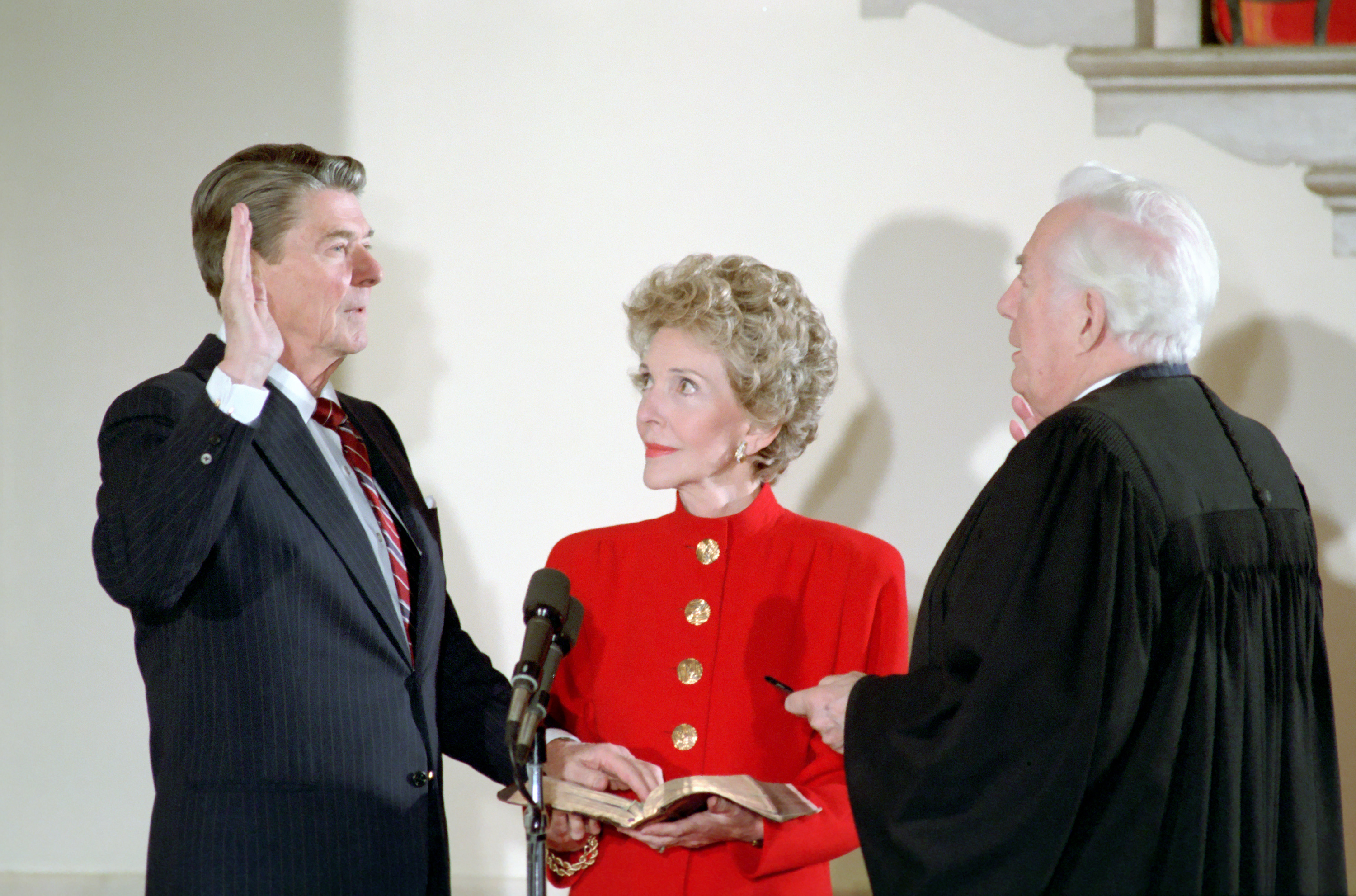
Reagan legt de eed af bij de start van zijn tweede termijn
Reagan voor de Brandenburger Tor in Berlijn, 12 juni 1987. Ronald Reagan daagde de president van de Sovjet-Unie Michail Gorbatsjov uit met de woorden: "Mr. Gorbachev, tear down this wall!" (Meneer Gorbatsjov, sloop deze muur!)
Gorbatsjov (rechts) met Reagan in 1985.
Reagan spreekt de natie toe na de ramp met de Challenger.
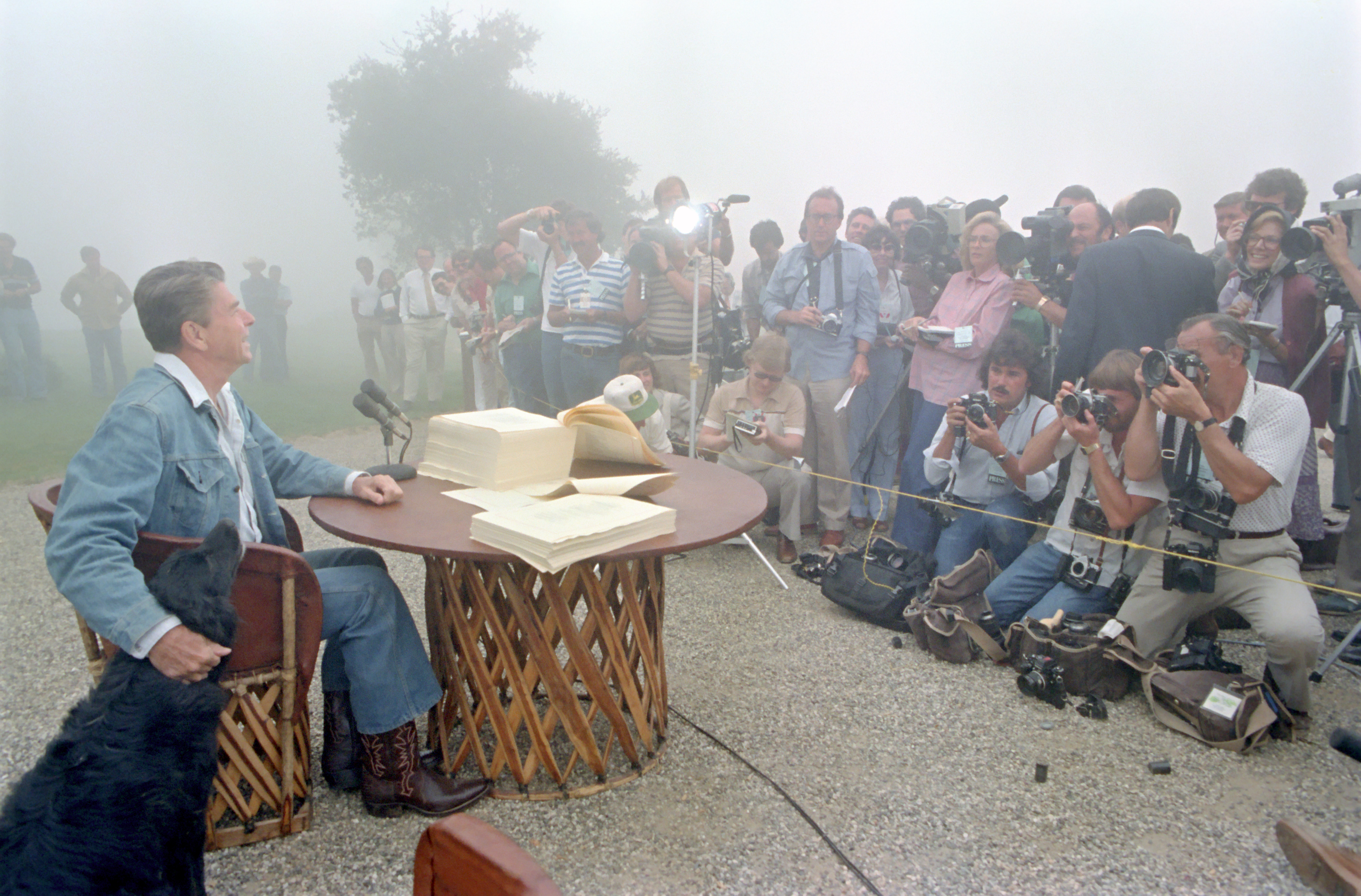
Reagan tijdens een persconferentie in 1981
Reagan en zijn vrouw bij Air Force One

### Aanslag

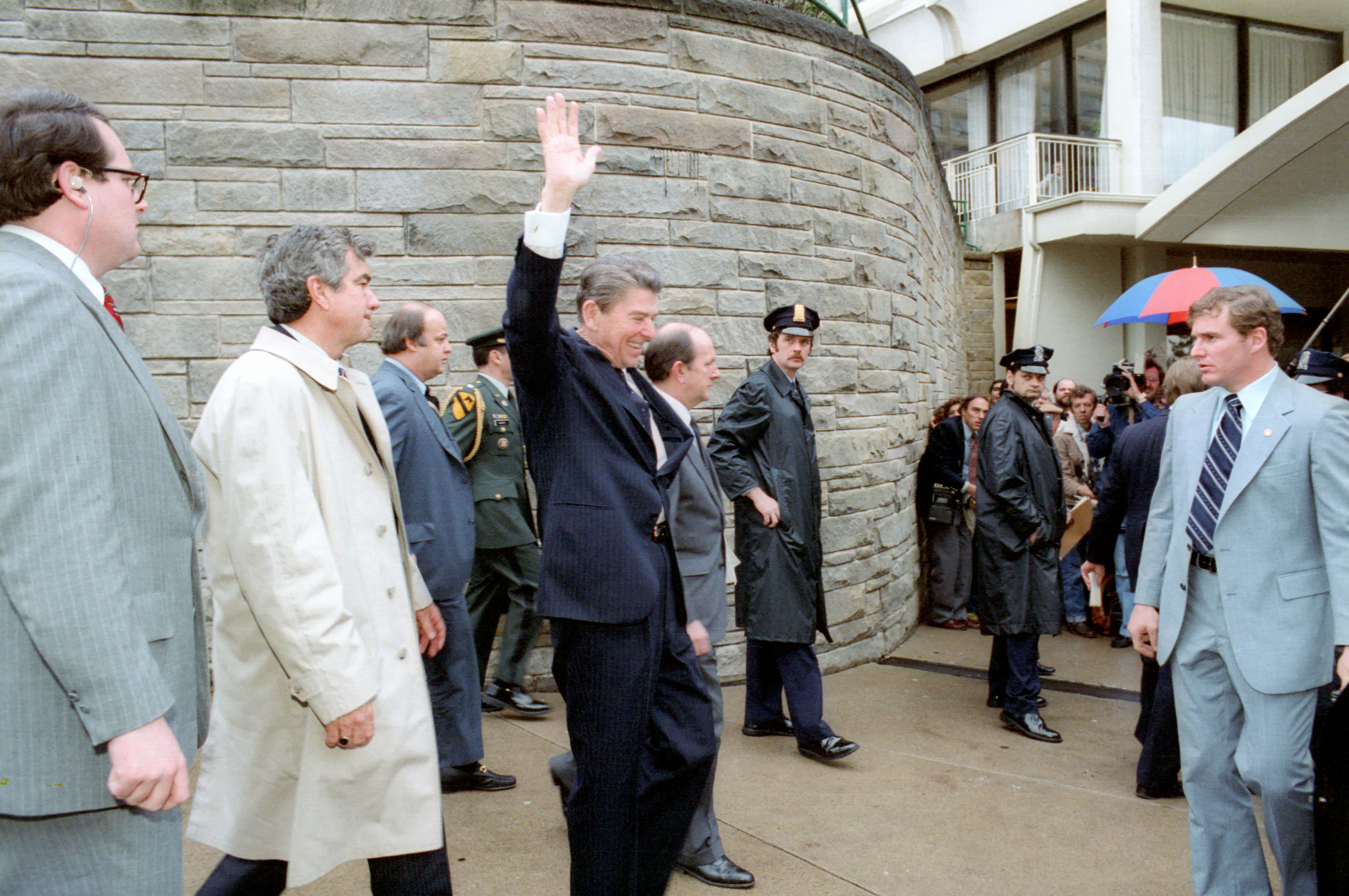
Reagan vlak voor de aanslag

Het tweede schot wordt afgevuurd

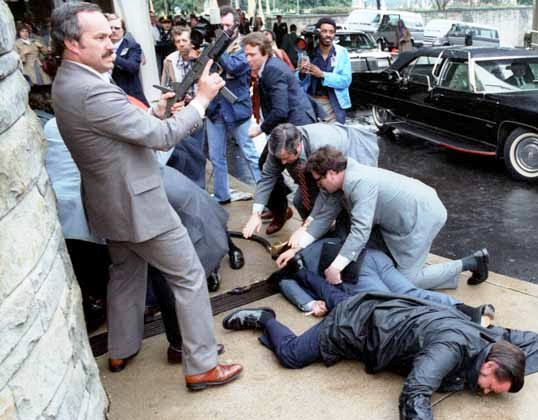
De vierde kogel wordt afgevuurd

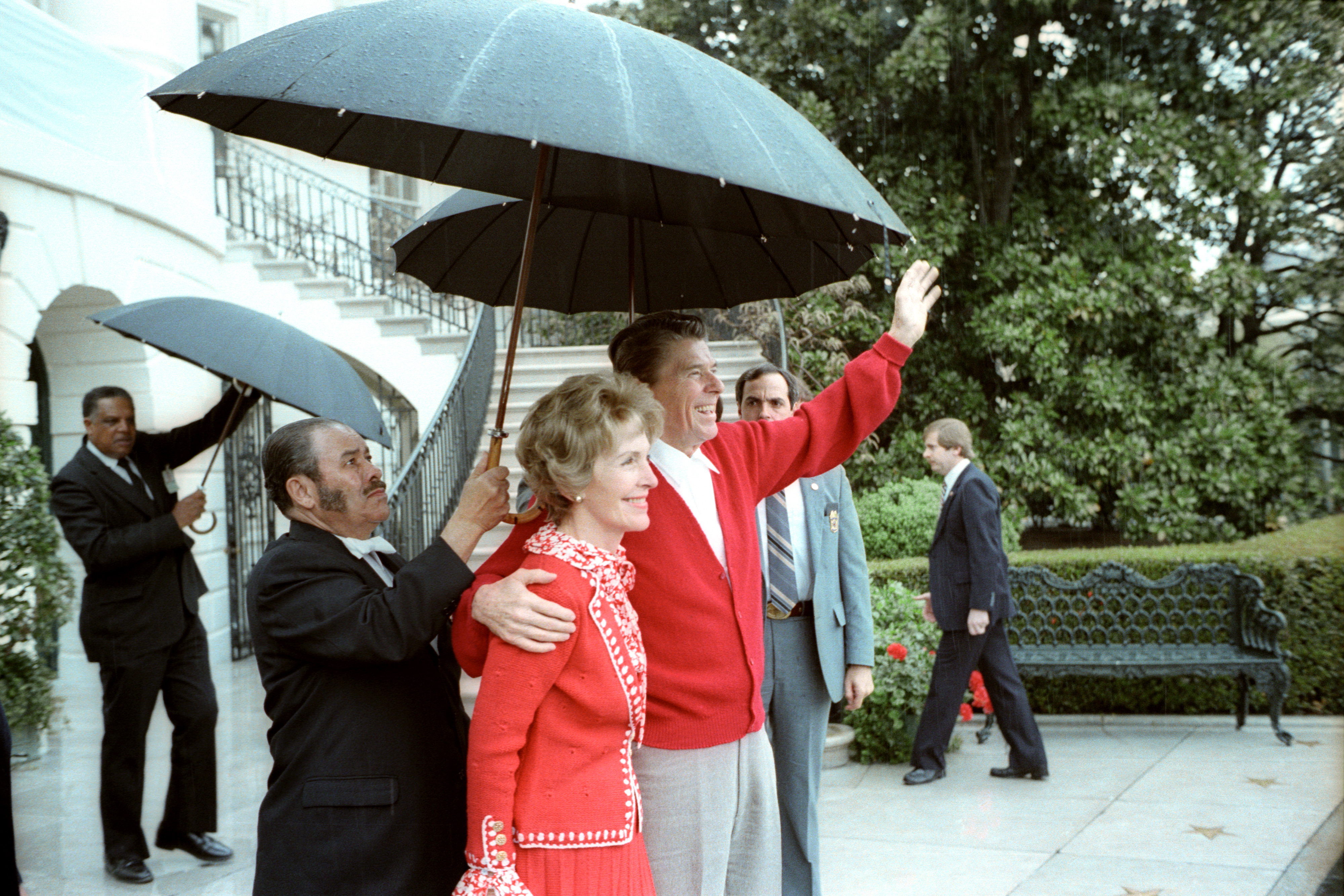
Reagan na terugkeer uit het ziekenhuis

Op 30 maart 1981, slechts 69 dagen na zijn verkiezing, werden Reagan, zijn perschef James Brady, politieagent Thomas Delahanty en agent van de Secret Service Timothy McCarthy buiten het Washington Hilton Hotel onder vuur genomen door John Hinckley jr. Hoewel de verwondingen van Reagan (een doorboorde long en hevige interne bloedingen) in eerste instantie ernstig leken, herstelde hij en werd op 11 april uit het ziekenhuis ontslagen. De aanslag had grote invloed op de populariteit van Reagan. Opiniepeilingen lieten een stijging daarvan zien met 73%. Reagan zelf geloofde dat God zijn leven had gespaard zodat hij door kon gaan met zijn taak een hoger doel te dienen.

#### Verloop
Hinckley arriveerde op zondag 29 maart per Greyhound Lines bus te Washington en nam een kamer in het Park Central Hotel. Terwijl hij de volgende morgen ontbeet bij McDonald's, las hij de agenda van Reagan in de Washington Star en besloot dat het tijd werd handelend op te treden. Omdat hij besefte dat hij de aanslag misschien niet zou overleven schreef hij een brief (die hij niet postte, twee uur voor de aanslag) aan Jodie Foster; hierin stond dat hij hoopte haar te imponeren met de schoonheid van zijn actie en dat hij de gedachte aan de liquidatie van Reagan direct zou opgeven indien hij slechts haar hart kon veroveren en de rest van zijn leven bij haar kon blijven.
Om 2.27 uur 's middags, toen Reagan zijn hotel uitkwam en naar de wachtende limousine liep, wachtte Hinckley in de menigte voor het hotel. Terwijl de Secret Service iedereen in het hotel had gescreend die bij de toespraak van de president aanwezig was geweest, vergat zij de groep buiten na te kijken, die op 5 meter afstand van de president kon komen, terwijl deze naar zijn auto liep. Reagan liep vlak langs Hinckley; omdat deze wist dat er nooit een beter moment zou komen vuurde Hinckley met een Röhm RG-14 22 kaliber zes keer in 1,7 seconden, maar miste Reagan met vijf van de zes schoten (één schot raakte hem indirect). De eerste kogel trof de perschef van het Witte Huis, James Brady, in het hoofd. De tweede kogel trof de Washingtonse politieagent Thomas Delahanty aan de achterkant van zijn nek, terwijl deze zich omkeerde om Reagan te beschermen. Hinckley kon nu vrijuit op Reagan schieten, maar het derde schot trof het raam van een gebouw aan de overkant van de straat. Terwijl speciaal agent Jerry Parr Reagan snel in de limousine duwde trof de vierde kogel Secret Service-agent Timothy McCarthy in het onderlijf; dat gebeurde toen deze zijn lichaam als schild gebruikte om Reagan te beschermen. De vijfde kogel trof het kogelvrije glas in het raam van de open kant van de limousine. De zesde en laatste kogel ketste terug van het gepantserde metaal van de auto en trof Reagan in zijn linkeronderarm, raakte een rib en drong door in de long, tot op een paar millimeter van het hart. Als Parr de president iets later in de auto had geduwd was deze in het hoofd getroffen.
Na de schietpartij kwam Alfred Antenucci, een official uit Cleveland, het eerst in actie: hij zag de revolver en sloeg Hinckley op zijn hoofd en trok hem naar beneden op de grond. Binnen twee seconden dook politieagent Dennis McCarthy boven op de schutter, die inmiddels door burgers werd aangevallen; om te voorkomen dat Hinckley hetzelfde lot zou overkomen als Lee Harvey Oswald sloeg McCarthy de burgers om hen te dwingen de schutter los te laten. Agent Robert Wano greep een Uzi uit een koffer om de evacuatie van de president te dekken en een mogelijke nieuwe aanval af te weren. De volgende dag nam de Secret Service contact op met de ATF om via het serienummer van de revolver meer informatie te achterhalen. Het kostte de ATF slechts zestien minuten om de Secret Service te melden dat de revolver waarmee de aanslag was gepleegd afkomstig was uit Rocky's Pawn Shop te Dallas. Het wapen was voor de aanslag geladen met zes "Devastator"-patronen, die kleine aluminium en loden kogels bevatten, gemaakt om bij aanraking te ontploffen. De kogel die Brady trof explodeerde in zijn schedel.

#### Motief

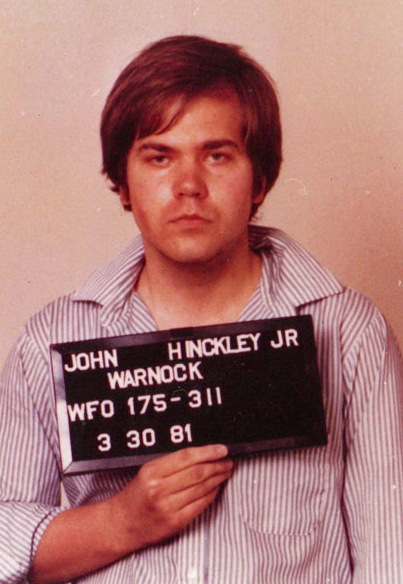
De dader, John Hinckley

Het motief van Hinckley was zijn obsessie voor actrice Jodie Foster. Toen hij in de late jaren zeventig in Hollywood verbleef, bekeek hij haar film Taxi Driver ten minste 15 keer, waarbij hij zich kennelijk sterk identificeerde met het personage Travis Bickle (gespeeld door Robert De Niro). De film Taxi Driver gaat over Bickles pogingen om een 12 jaar oude prostituee, gespeeld door Foster, te beschermen. Aan het einde van de film probeert Bickle een Amerikaanse senator te liquideren, die zich kandidaat heeft gesteld voor het presidentschap. In de jaren daarna volgde Hinckley Jodie Foster door het land. Hij ging zelfs zover dat hij zich inschreef op een schrijfcursus aan de Yale-universiteit (1980), nadat hij in People Magazine gelezen had dat Foster aldaar studeerde. In 1980 schreef hij een groot aantal brieven aan haar, belde haar twee keer op en weigerde zijn pogingen tot contact te staken toen Foster aangaf niet in hem geïnteresseerd te zijn.
Hinckley was gaan geloven dat als hij een nationaal bekend persoon zou worden Foster dan wel interesse in hem zou tonen. Hij besloot Bickle te imiteren, begon president Jimmy Carter te stalken en was verbaasd dat het zo gemakkelijk was om zo dicht bij een president te komen; in oktober 1980 werd hij tijdens een poging voor illegaal wapenbezit gearresteerd op Nashville International Airport. Het Federal Bureau of Investigation legde echter geen verband met de president en lichtte de geheime dienst niet in. De ouders van Hinckley stuurden hem voor korte tijd naar een psychiater. Uiteindelijk verplaatste Hinckley zijn interesse naar Reagan, wiens verkiezing, zoals hij zijn ouders meldde, goed zou zijn voor het land. Hij schreef begin maart 1981 ten minste drie, maar waarschijnlijk meer brieven naar Foster, die ze via haar decaan aan de politie van Yale overhandigde; de politie probeerde Hinckley te vinden, maar dit mislukte, waardoor hij in staat was later de aanslag op Reagan te plegen.

### Pensioen en overlijden

#### Laatste actieve levensjaren

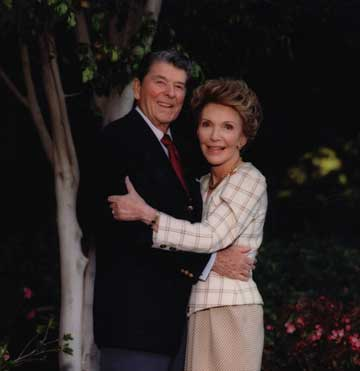
De Reagans in 1992

Nadat Reagan als president was afgetreden, in 1989, betrokken hij en zijn vrouw een huis in Bel Air, Los Angeles; daarnaast bezat het echtpaar nog de Reagan-Ranch in Santa Barbara. Zij bezochten regelmatig de diensten van de Bel Air Presbyterian Church en werden soms uitgenodigd op bijeenkomsten van de Republikeinse Partij. Reagan hield in 1992 een goed ontvangen toespraak ter gelegenheid van de Republican National Convention. Eerder, op 4 november 1991, werd in Simi Valley zijn presidentiële bibliotheek (de Ronald Reagan Presidential Library) geopend voor het publiek. Tijdens de openingsceremonie waren vijf (voormalige) presidenten aanwezig, evenals zes voormalige first lady's; dit was de eerste keer dat vijf (voormalige) presidenten aanwezig waren op dezelfde locatie.
Reagan bleef toespraken houden over een onderwerp dat hem na aan het hart lag, de Brady Bill: dat was een constitutioneel amendement dat budget nodig had. Daarnaast toonde hij zich een aanhanger van het 22ste Amendement dat eenieder verbood om meer dan twee termijnen als president te fungeren. In 1992 stelde Reagan de Ronald Reagan Freedom Award in als prijs binnen de nieuw gevormde Ronald Reagan Presidential Foundation. Zijn laatste toespraak hield hij op 3 februari 1994, tijdens een huldiging te zijner ere in Washington; zijn laatste publieke optreden vond plaats bij het bijwonen van de begrafenis van Richard Nixon, op 27 februari 1994.

#### Ziekte van Alzheimer

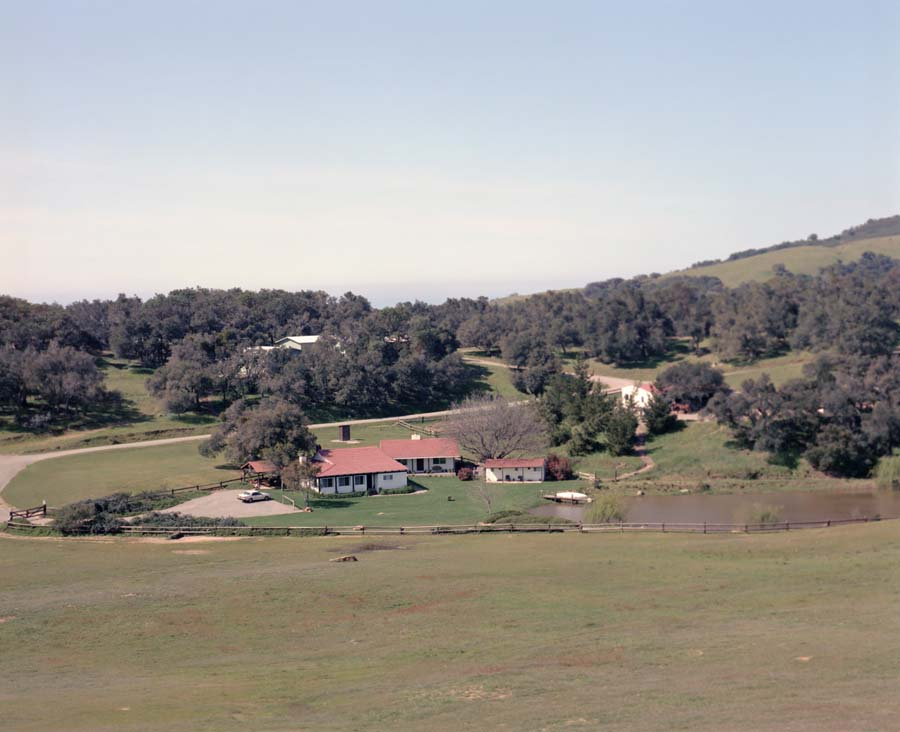
Rancho del Cielo, de ranch van de Reagans

Reagan met zijn opvolger, president Bush, in 1993

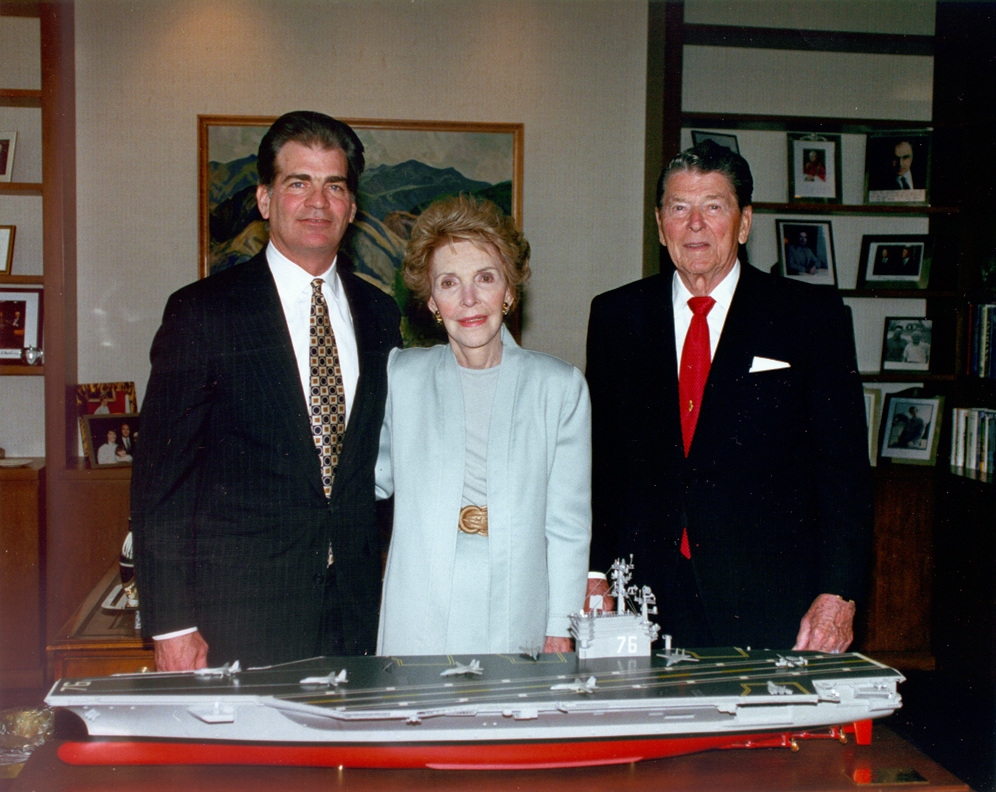
Een van de laatste publieke foto's van Reagan, genomen in 1996, met een schaalmodel van de USS Ronald Reagan

Toen Reagan 83 werd, in augustus 1994, werd hij gediagnosticeerd met de ziekte van Alzheimer, een ongeneeslijke neurologische aandoening die de hersencellen vernietigt en uiteindelijk de dood veroorzaakt. In november van dat jaar maakte hij dat bekend in een handgeschreven brief, waarin onder meer stond:
I have recently been told that I am one of the millions of Americans who will be afflicted with Alzheimer's Disease... At the moment I feel just fine. I intend to live the remainder of the years God gives me on this earth doing the things I have always done... I now begin the journey that will lead me into the sunset of my life. I know that for America there will always be a bright dawn ahead. Thank you, my friends. May God always bless you. Die brief was noodzakelijk nadat de pers hem telefonisch had gesproken en hij zich niet herinnerde wie de net gestorven Nixon was.
Na zijn diagnose ontving Reagan veel brieven; daarnaast ontstond er een discussie over hoelang hij al met de symptomen van deze ziekte worstelde en dat de ziekte wellicht al begonnen was aan het einde van zijn ambtstermijn als president. Alle vier de artsen van het Witte Huis verklaarden dat er geen symptomen van Alzheimer waren toen hij president was. Dr. John E. Hutton, de belangrijkste arts van Reagan (van 1984 tot 1989), zei dat hij indertijd absoluut geen enkel symptoom had gehad van dementie of van Alzheimer. Reagan had echter altijd wel problemen met het onthouden van namen. Toen hij de Japanse premier Yasuhiro Nakasone ontmoette, refereerde hij aan vicepresident Bush als "prime minister Bush". Zijn artsen meldden dat Reagan pas laat in het jaar 1992 en het begin van 1993 echt kenmerken van de ziekte begon te vertonen, dus ruim na de beëindiging van zijn ambstermijn. Vrienden en voormalige collega's bevestigden dit. Reagan had in juli 1989 hoofdletsel opgelopen na een val van zijn paard in Mexico, waarna een subduraal hematoom aangetroffen werd, dat later dat jaar chirurgisch was behandeld. Nancy Reagan verklaarde later dat de val van het paard de verschijnselen van Alzheimer had versterkt, hoewel nooit is aangetoond dat hersenletsel invloed kan hebben op de ontwikkeling van de ziekte. Een arts van Reagan, Dr. Daniel Ruge, zei dat het wel mogelijk was maar niet zeker dat de val van het paard Reagans herinneringsvermogen had aangetast.
In de jaren die volgden, namen de ziekteverschijnselen toe en gingen Reagans mentale capaciteiten achteruit. Uiteindelijk herkende hij nog slechts een paar mensen, waaronder zijn vrouw Nancy. Hij bleef echter actief en wandelde door het park bij zijn huis, speelde golf en ging (tot 1999) nog naar zijn kantoor in het stadscentrum. Op 13 januari 2001 viel hij thuis en brak zijn heup. Hij werd de volgende dag geopereerd en keerde diezelfde week terug naar huis. Op 6 februari 2001 bereikte Reagan de leeftijd van 90 jaar, de derde voormalige president die zo oud werd (de anderen waren John Adams en Herbert Hoover, later zouden Gerald Ford, Jimmy Carter en George H.W. Bush eveneens de leeftijd van 90 jaar bereiken). Zijn publieke optredens werden steeds minder naarmate de ziekte vorderde; de familie besloot dat hij samen met zijn vrouw meer geïsoleerd zou wonen. Nancy Reagan vertelde CNN (Larry King) in 2001 dat het nog maar aan weinig bezoekers toegestaan was haar echtgenoot te ontmoeten, omdat zij voelde dat deze herinnerd zou willen worden zoals hij ooit was. Na de ziekte van haar echtgenoot begon Nancy Reagan actief te worden in het stamcelonderzoek en drong er bij het parlement op aan meer financiële steun hieraan te geven. In 2009 complimenteerde zij president Barack Obama voor het opheffen van restricties ten aanzien van dit onderzoek.

#### Overlijden
Reagan overleed aan een longontsteking, mede veroorzaakt door zijn slechte conditie als gevolg van de ziekte van Alzheimer, thuis in Bel Air (Los Angeles), in de middag van 5 juni 2004. Korte tijd na zijn overlijden verklaarde Nancy Reagan schriftelijk: My family and I would like the world to know that President Ronald Reagan has died after 10 years of Alzheimer's disease at 93 years of age. We appreciate everyone's prayers. President Bush verklaarde dat 11 juni een nationale dag van rouw zou zijn en vanuit de gehele wereld kwamen blijken van medeleven.
Na Reagans overlijden volgde een zevendaagse staatsbegrafenis, van 5 tot 11 juni 2004. Zijn lichaam werd overgebracht van zijn huis in Bel Air naar de Kingsley and Gates Funeral Home in Santa Monica, om het voor te bereiden voor de opbaring. Op 7 juni werd zijn lichaam overgebracht naar de Ronald Reagan Presidential Library in Simi Valley (Californië), en vervolgens op 9 juni naar Washington voor een dienst waarbij het publiek afscheid kon nemen in het Capitool. Op 11 juni 2004 volgde de staatsbegrafenis in Washington, nadat toenmalig president George W. Bush een dag van nationale rouw had afgekondigd. Senator John Kerry, op dat moment de Democratische presidentskandidaat, schortte zijn campagne op tot na de begrafenis uit respect voor Reagan. Later op de dag werd de kist overgebracht naar de Ronald Reagan Presidential Library. De Amerikaanse vlag ging voor 30 dagen halfstok op het Witte Huis en andere officiële Amerikaanse instellingen ter wereld.

#### Staatsbegrafenis

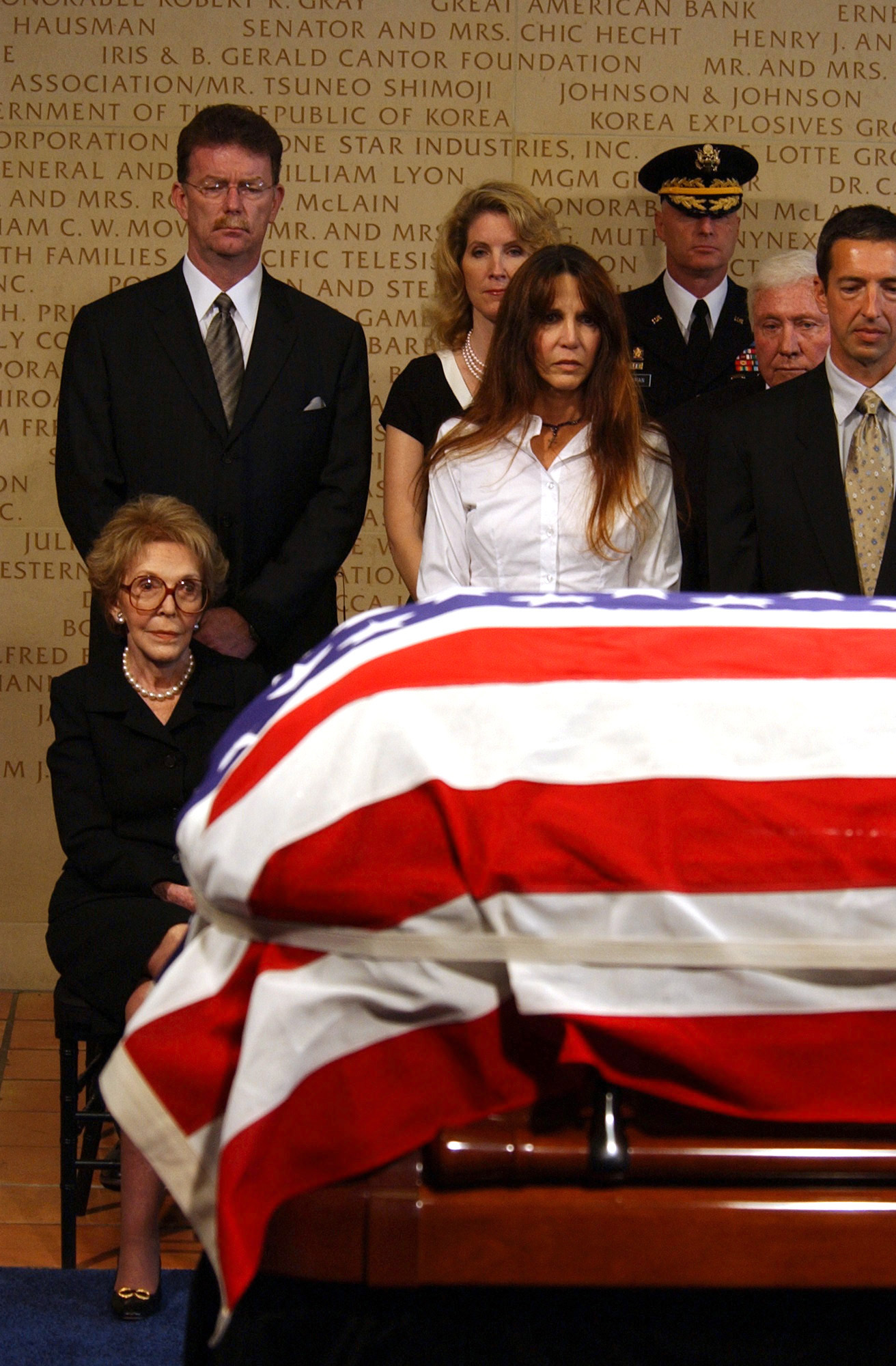
Familie bij de kist van Reagan

Op 7 juni werd zijn lichaam overgebracht naar de Ronald Reagan Presidential Library, waar een besloten uitvaartdienst plaatsvond voor de familie. Hierna werd het lichaam opgebaard en konden belangstellenden afscheid nemen. Meer dan 100.000 mensen maakten hiervan gebruik. Op 9 juni werd Reagans lichaam naar Washington overgevlogen, waar hij de tiende president werd die opgebaard werd in de rotunda van het Capitool. Hier passeerden nog eens 104.684 mensen de kist. Op 11 juni vond de ceremonie van de staatsbegrafenis plaats in de Washington National Cathedral, waarbij president Bush een prominente rol speelde. Aanwezig waren onder meer Margaret Thatcher, de voormalige Canadese premier Brian Mulroney, Michail Gorbatsjov, de Engelse premier Tony Blair, de Duitse kanselier Gerhard Schröder, de Italiaanse premier Silvio Berlusconi en vele anderen. Na de uitvaart vloog de familie van Reagan terug naar Californië. Na een laatste uitvaartplechtigheid in de Ronald Reagan Presidential Library werd Reagan aldaar begraven.

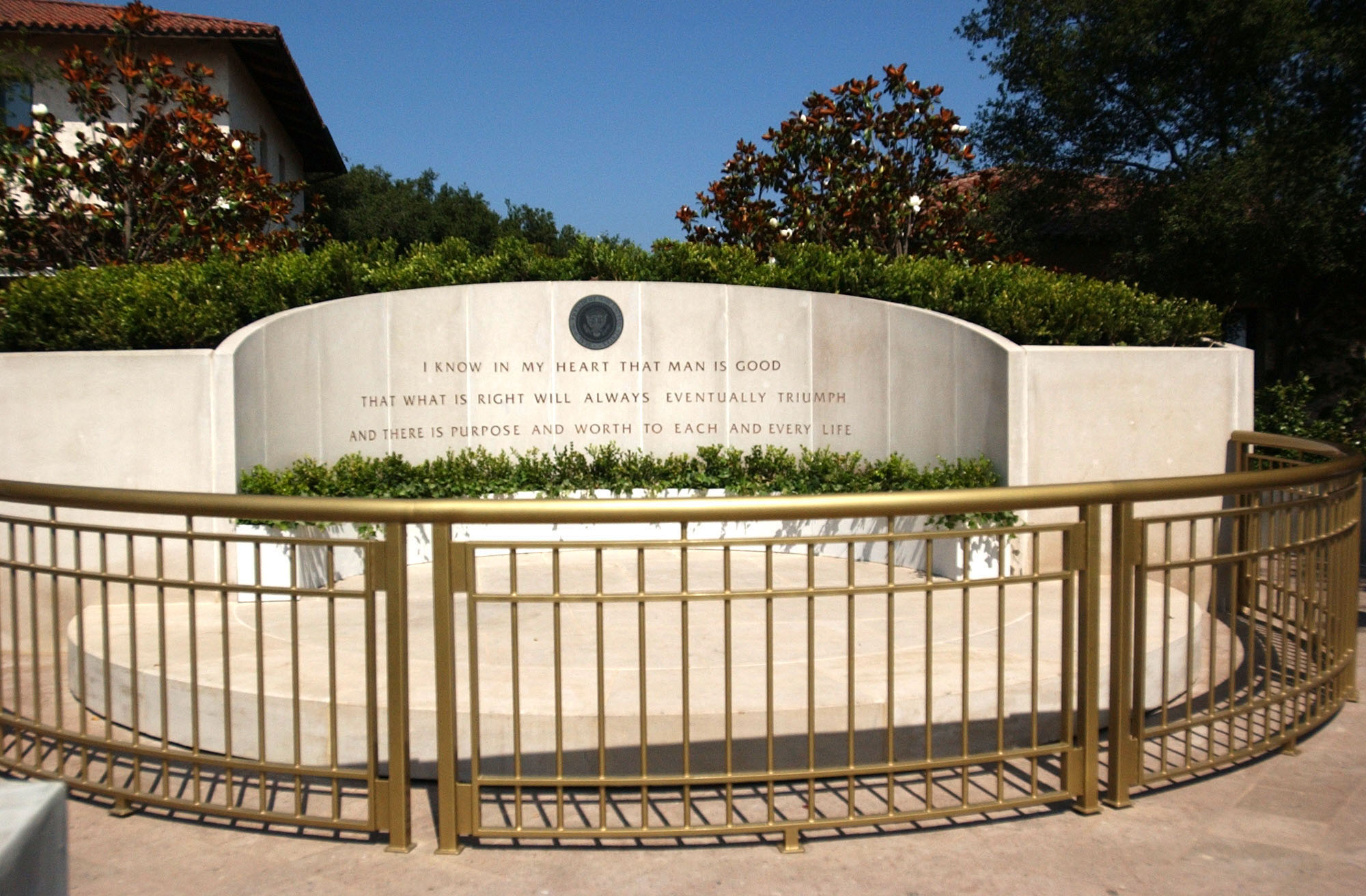
Graf van Reagan

Reagan was de tweede langstlevende president van Amerika geweest, maar 45 dagen korter dan Gerald Ford. Hij was de eerste president die stierf in de 21ste eeuw en zijn begrafenis was de eerste staatsbegrafenis in de Verenigde Staten sinds die van president Lyndon B. Johnson in 1973.
Op Reagans graf staan de woorden die hij sprak tijdens de opening van de Ronald Reagan Presidential Library: I know in my heart that man is good, that what is right will always eventually triumph and that there is purpose and worth to each and every life.

## Tegenwoordige status
Reagans nalatenschap heeft veel lof, maar ook enige mate van kritiek gekregen. Voorstanders prezen hem omdat hij naar hun mening de economie efficiënter en welvarender had laten functioneren, de VS hun zelfvertrouwen teruggaf en de Koude Oorlog zonder geweld wist te beëindigen. Margaret Thatcher omschreef Reagans activiteiten als: Ronald Reagan won the Cold War without firing a shot. Tegenstanders wezen erop dat Reagans economische beleid de staatsschuld had laten verviervoudigen.De groei van de staatsschuld is vooral te wijten aan de 'peace through strength' politiek, waardoor veel geld werd besteed aan de verschillende legeronderdelen. Bovendien zou de Irangateaffaire ervoor hebben gezorgd dat de Amerikaanse politiek in een ongeloofwaardig daglicht kwam te staan. Reagan heeft hier altijd zijn persoonlijke betrokkenheid bij ontkend. Ook de rol van Reagan in het beëindigen van de Koude Oorlog wordt vaak betwist. Critici voeren aan dat de Sovjet-Unie tijdens de jaren 80 toch al op haar laatste benen liep en eerder ten val kwam door de uitputtende Afghaanse Oorlog (1979-1989) en de hervormingen van Michail Gorbatsjov dan door het beleid van Reagan. Toch wordt er niet betwist dat Reagan hierin een, al dan niet kleine, rol heeft gespeeld.
Tegenwoordig wordt Reagan in de Verenigde Staten en ook daarbuiten hoog gewaardeerd; in populariteitspeilingen voor voormalige presidenten eindigt hij regelmatig als eerste. Binnen de Republikeinse Partij wordt hij naast Abraham Lincoln als het grote voorbeeld gezien. Bij een door het televisienetwerk Discovery Channel in 2005 uitgevoerde verkiezing van The Greatest American behaalde hij de eerste plaats.
Een bijnaam van Reagan in de Verenigde Staten was The Great Communicator (de grote communicator) wegens zijn duidelijke manier van communiceren met de bevolking. Reagan werd door het Verenigd Koninkrijk benoemd tot (honoraire) Ridder-Grootkruis in de Meest Nobele Orde van het Bad. In Amerika werd hij opgenomen in het exclusieve Gezelschap der Cincinnati.

### Nagedachtenis

Nagedachtenis aan Reagan
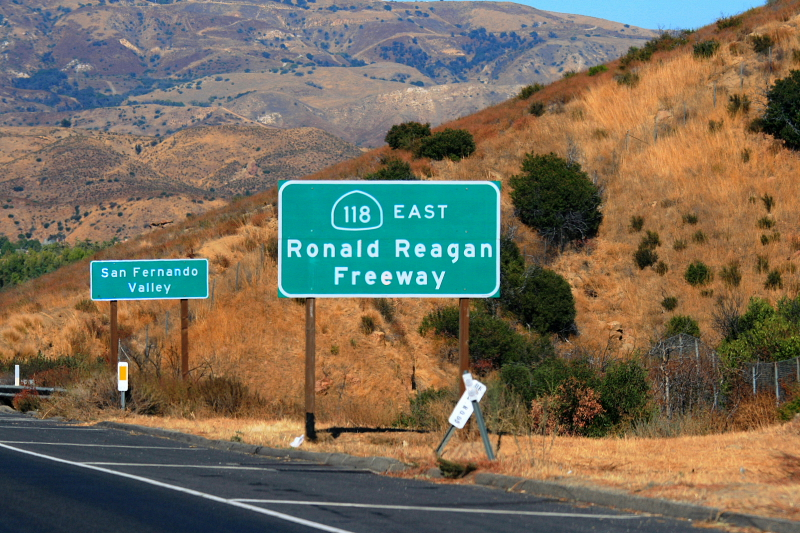
California State Route 118 - Ronald Reagan Freeway
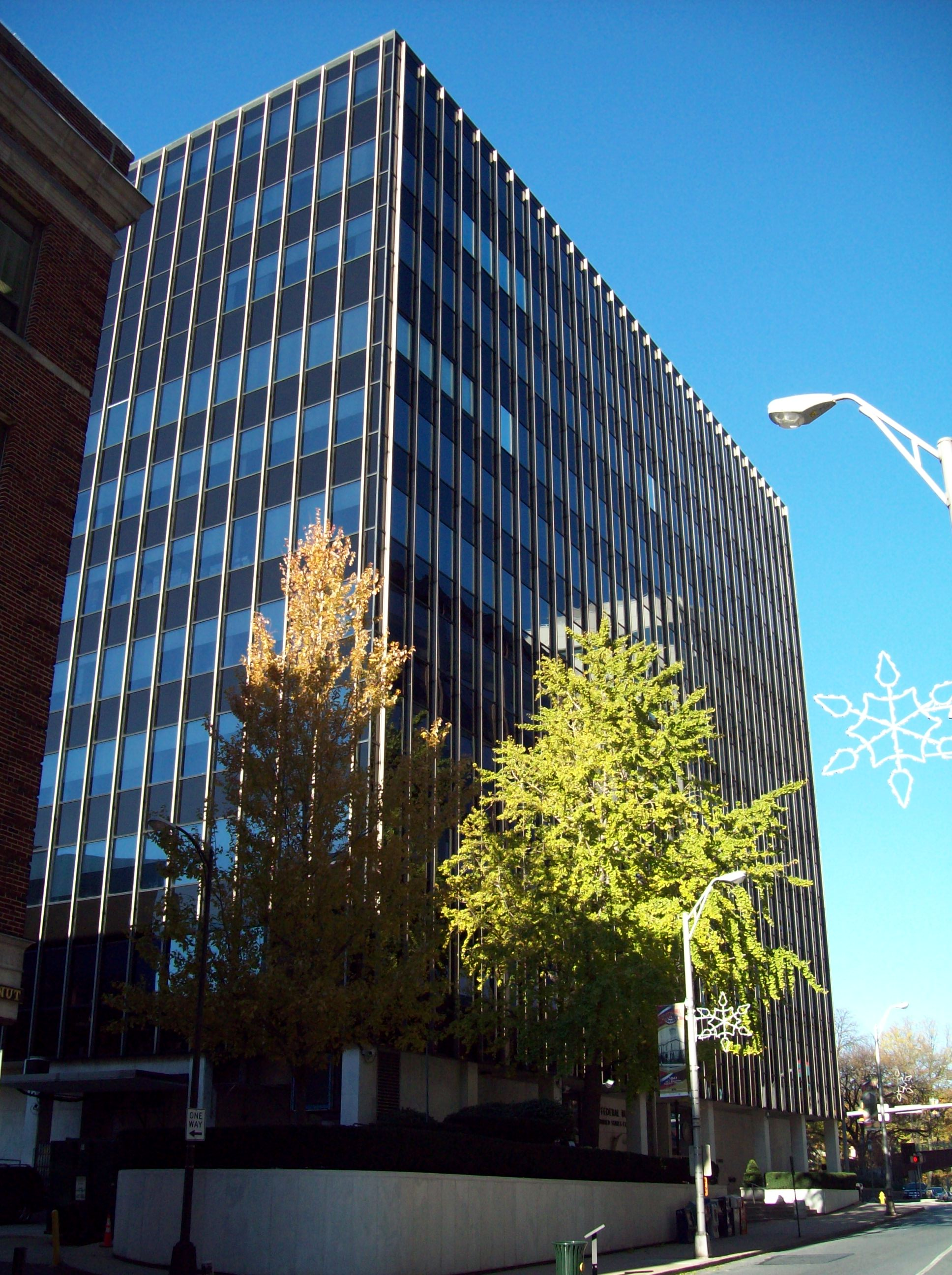
Ronald Reagan Federal Building and Courthouse, Harrisburg
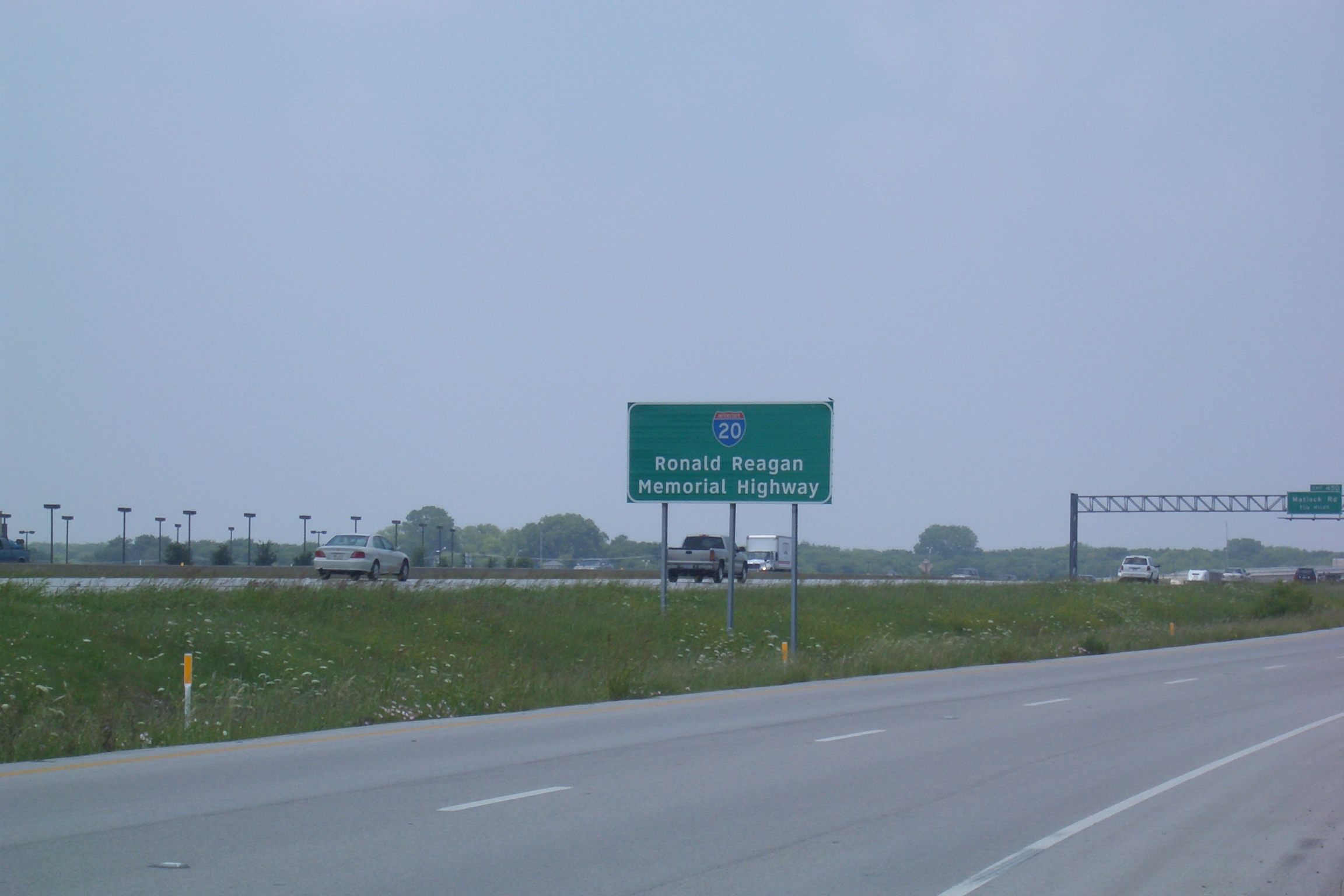
Reagan Memorial Highway, Arlington
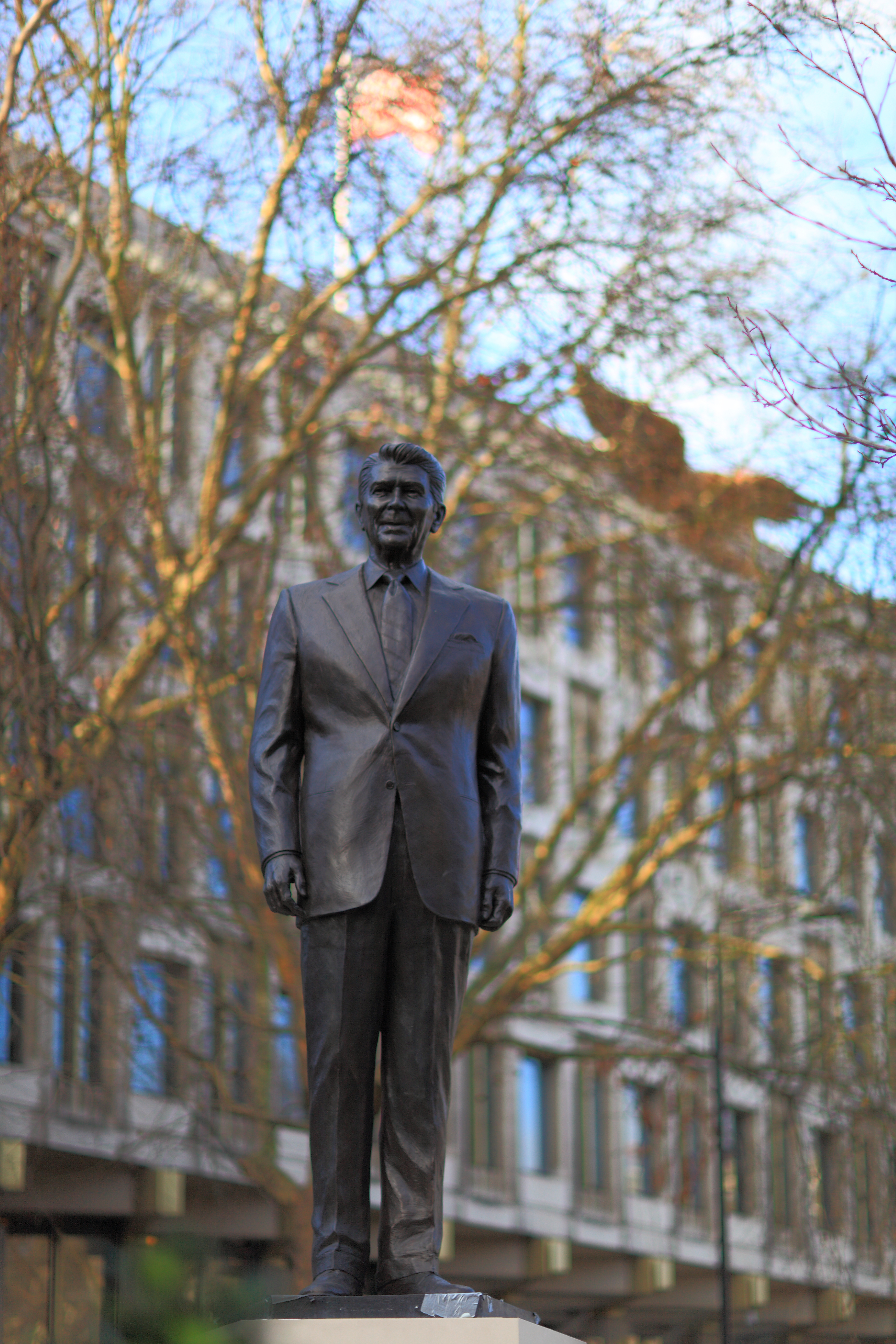
Standbeeld bij de Amerikaanse ambassade in Londen
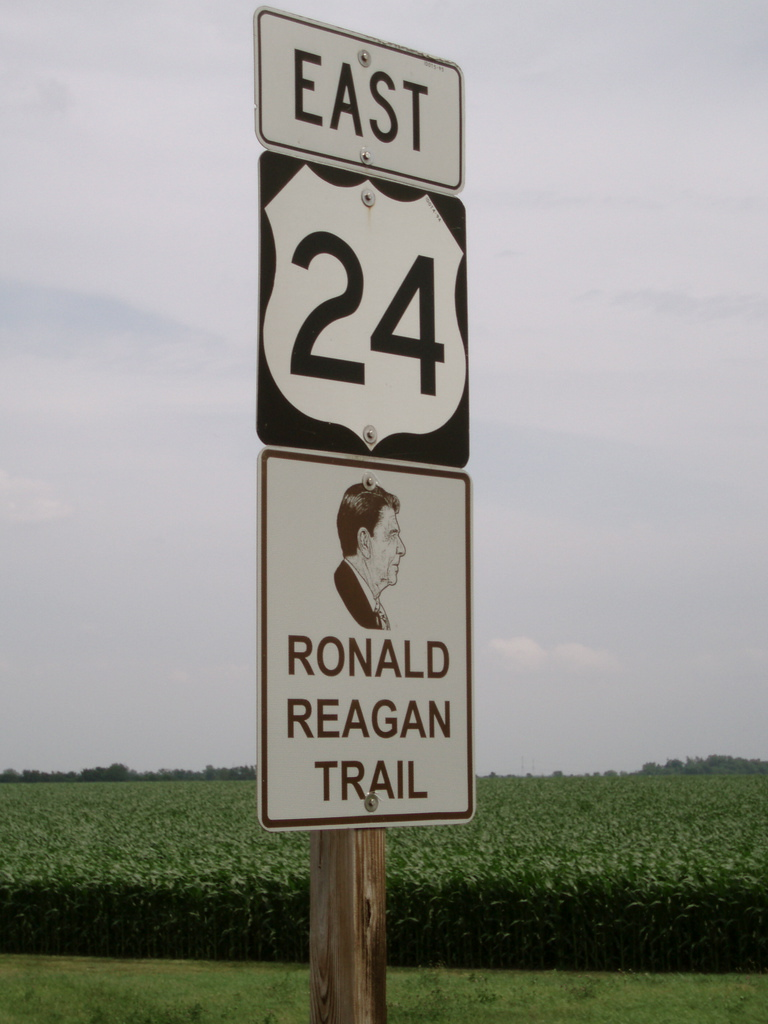
Ronald Reagan Trail
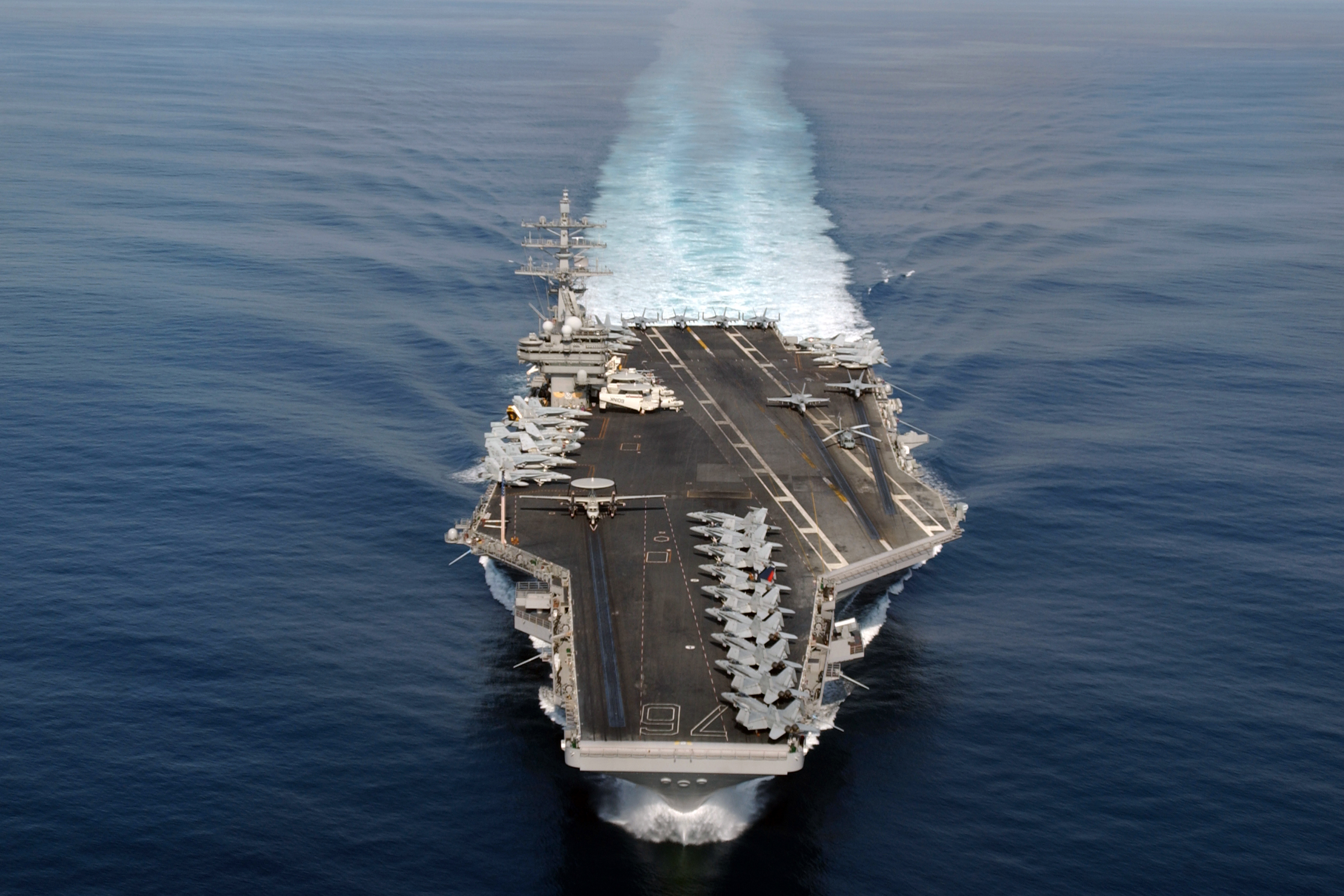
USS Ronald Reagan
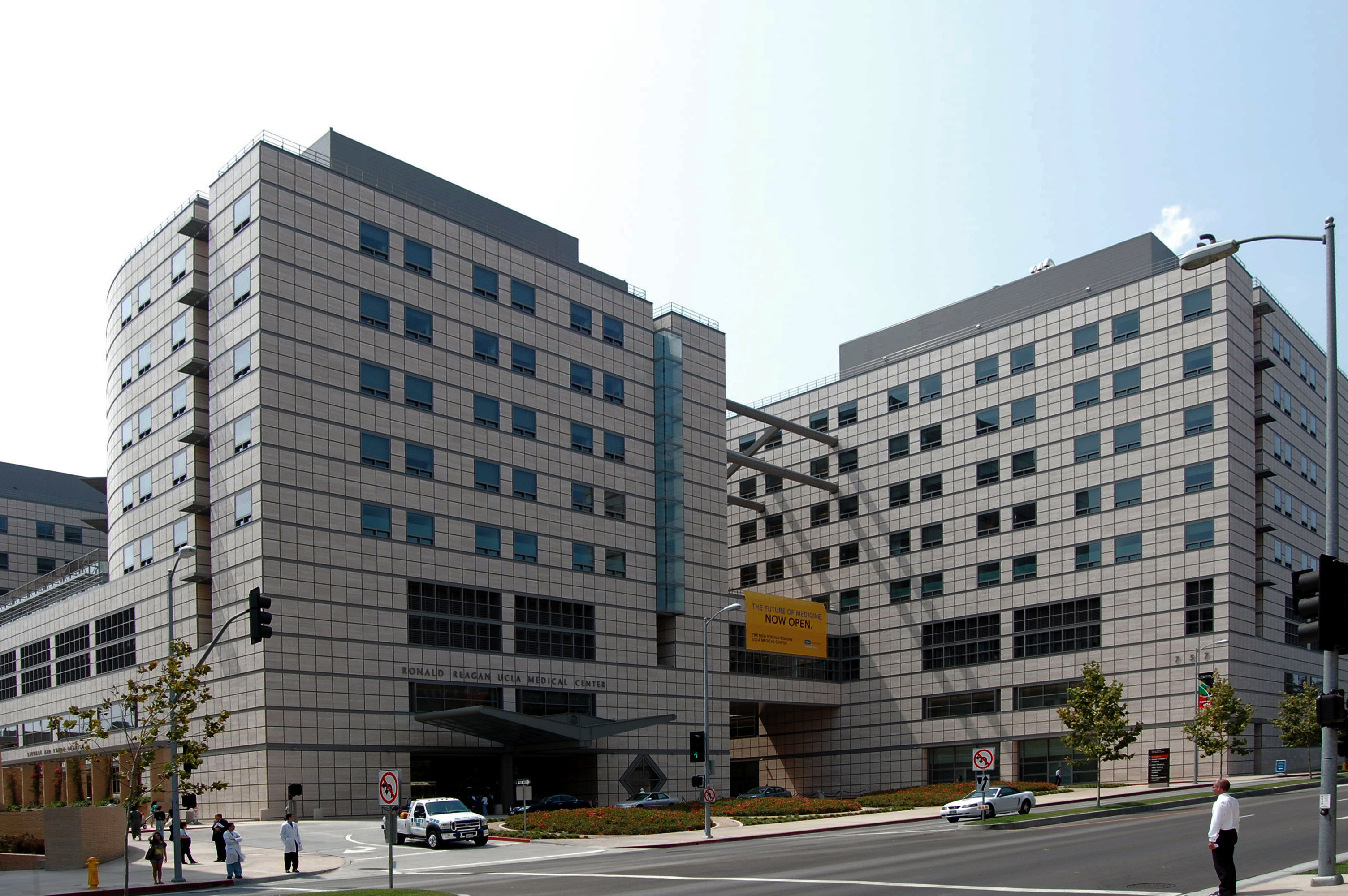
Ronald Reagan UCLA Medical Center
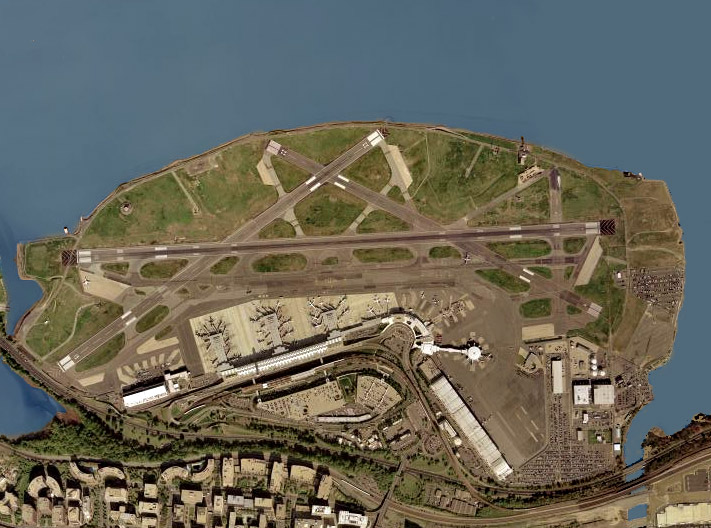
Ronald Reagan Washington National Airport
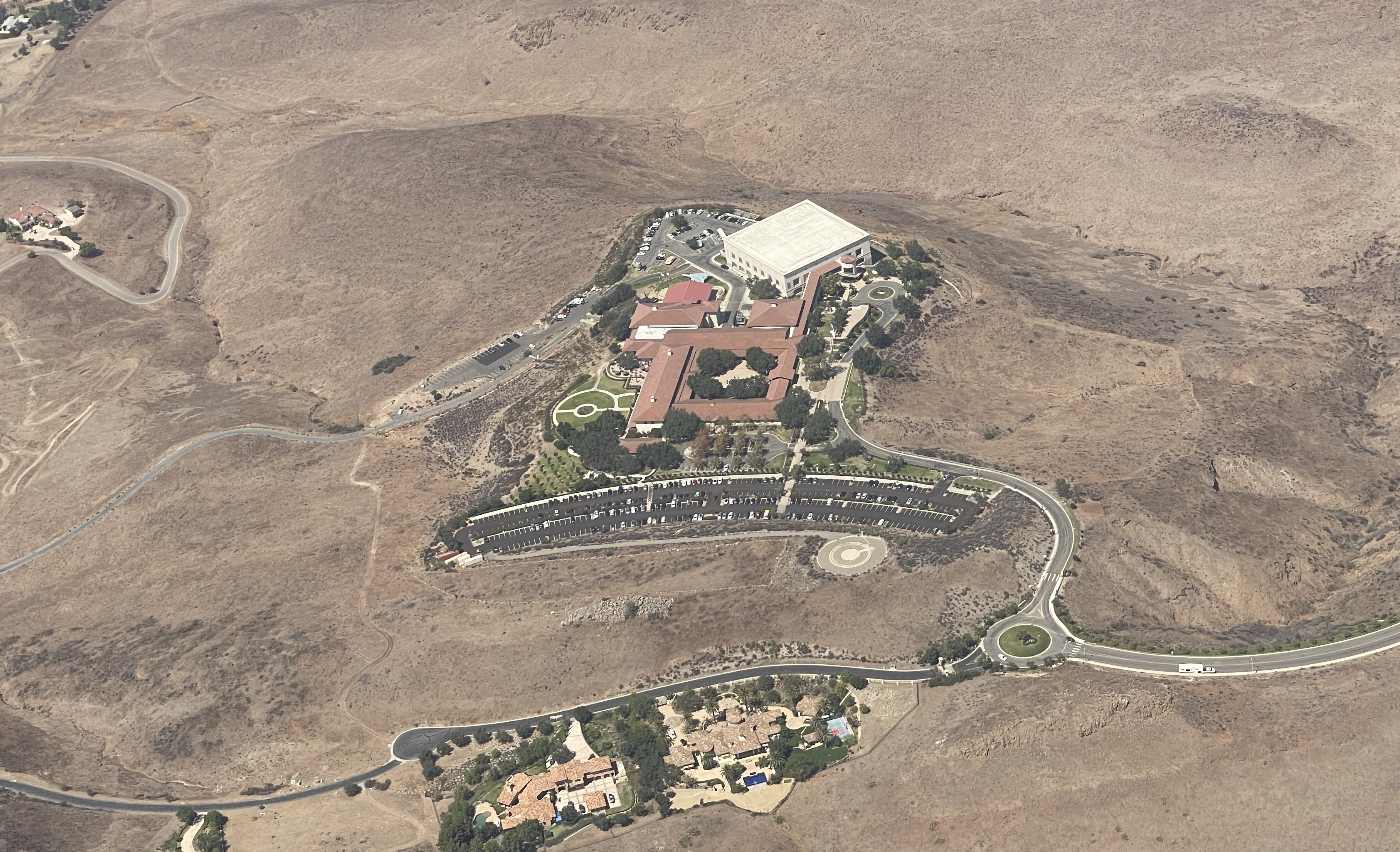
Ronald Reagan Presidential Library in Simi Valley, Californië.

## Trivia
- Reagan was goed bevriend met Don Rickles, Frank Sinatra en Dean Martin. Hij was de gast in de Dean Martin Celebrity Roast. Daarnaast werd Reagan door Martin en Sinatra gesteund voor zijn presidentschap, en Martin zong een keer het lied Mr. Wonderful speciaal voor Reagan.
- Tijdens zijn bewind werd Reagan vaak bejubeld en bekritiseerd vanwege zijn gewoonte met allerlei grappen en anekdotes van gespreksonderwerp te veranderen en zijn gebruik van "spiekbriefjes". Hij was geregeld onderwerp van persiflages, onder meer in het beroemde satirische programma Spitting Image.
- Over het enorm oplopende begrotingstekort maakte Reagan eens de grap: "Ik maak me geen zorgen over het begrotingstekort. Dat is inmiddels zo groot dat het voor zichzelf kan zorgen."[23]
- Met de toenmalige Britse premier Margaret Thatcher kon Reagan het goed vinden. Haar Thatcherisme wordt nog altijd met zijn Reaganomics vergeleken. Net als president Franklin D. Roosevelt was Reagan intelligent, maar geen intellectueel: a second class mind but a first class temperament.

## Werken
- Where's the rest of me? (1965; autobiografie)
- Reagan speaks (1985; met P.D. Erickson)
- An American life. The autobiography (1990)

### Films

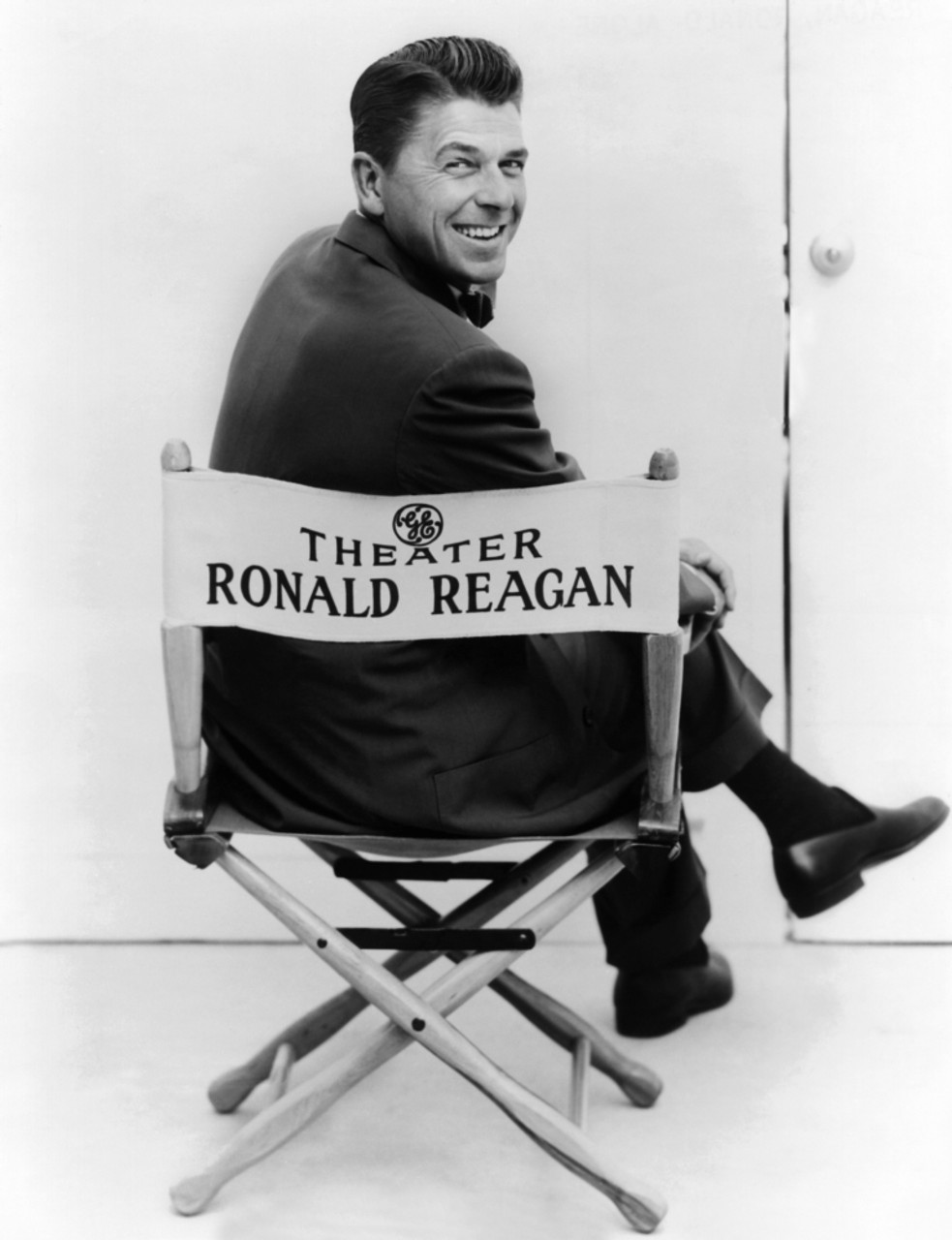
Reagan in het General Electric Theater

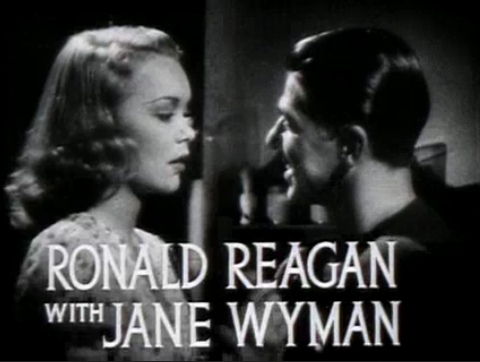
Reagan en Jane Wyman in The Brother Rat.

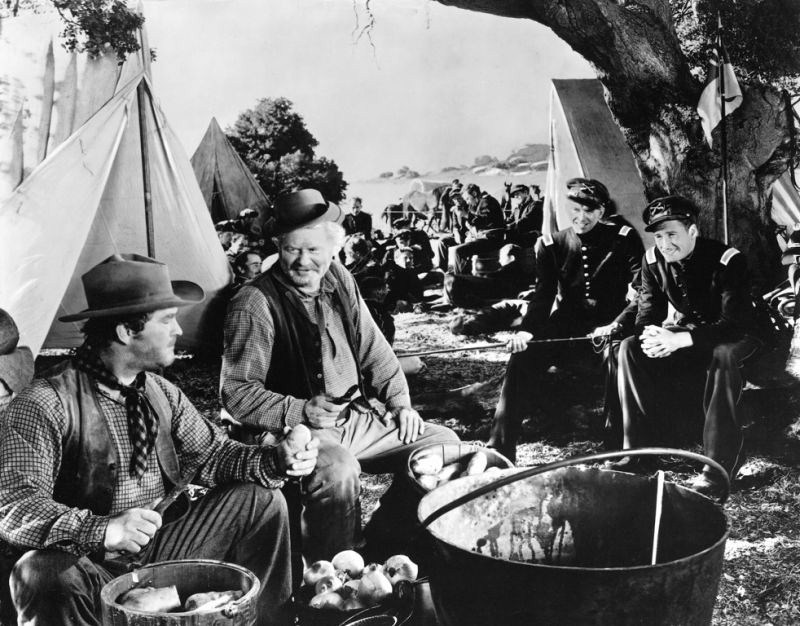
Reagan en andere acteurs, waaronder Errol Flynn in Santa Fe Trail

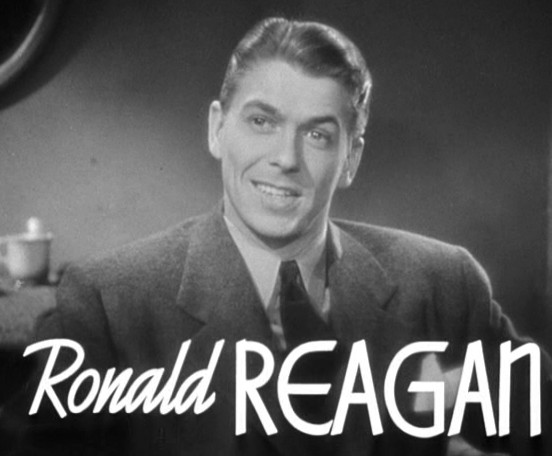
Reagan in de trailer van de film Dark Victory.

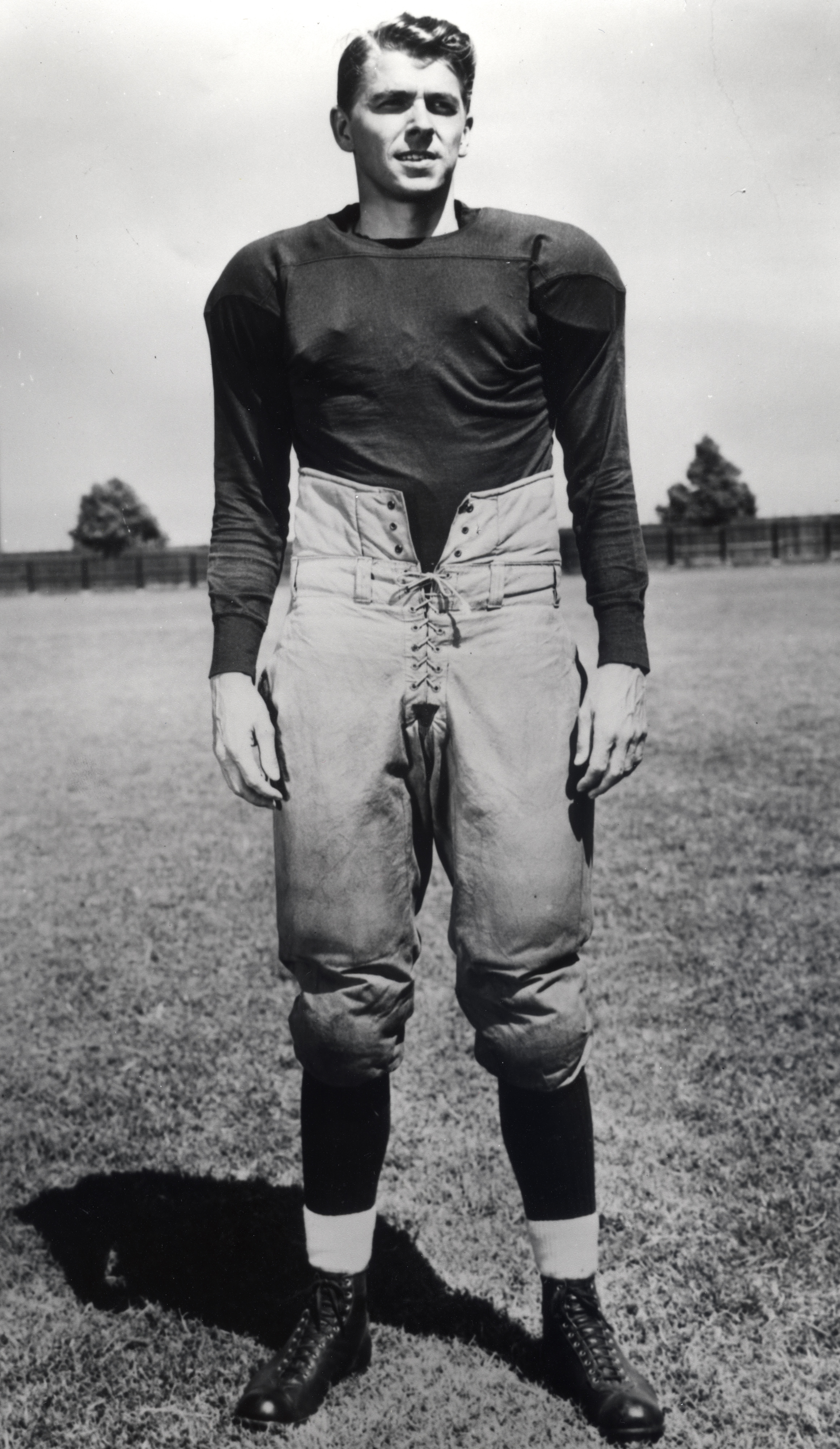
Reagan in de film Knute Rockne-All American

### Televisieoptredens

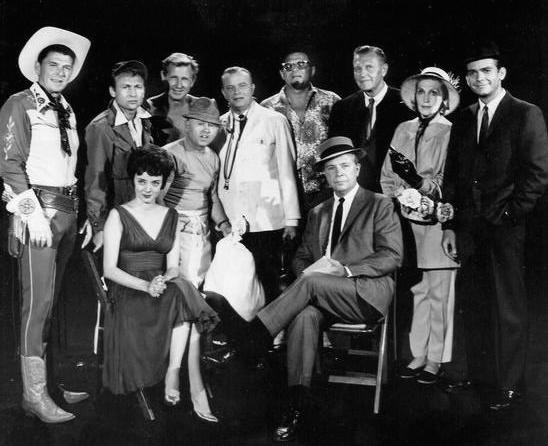
Publiciteitsfoto van The Dick Powell Show. Reagan staat links. 1961.

| Jaar    | Show                              | Rol                            | Aflevering                                                 |
| ------- | --------------------------------- | ------------------------------ | ---------------------------------------------------------- |
| 1950    | Nash Airflyte Theatre             | Tommy Blunt                    | "The Case of the Missing Lady"                             |
| 1952    | Hollywood Opening Night           |                                | "The Priceless Gift"                                       |
| 1953    | Medallion Theatre                 |                                | "A Job for Jimmy Valentine"                                |
| 1953    | The Revlon Mirror Theater         |                                | "Next Stop: Bethlehem"                                     |
| 1953–54 | Lux Video Theatre                 | Merle Fisher                   | "A Place in the Sun"                                       |
| 1953–54 | Lux Video Theatre                 | Merle Fisher                   | "Message in a Bottle"                                      |
| 1953–54 | Schlitz Playhouse of Stars        |                                | "The Edge of Battle"                                       |
| 1953–54 | Schlitz Playhouse of Stars        | "The Jungle Trap"              |                                                            |
| 1953–54 | Schlitz Playhouse of Stars        | "The Doctor Comes Home"        |                                                            |
| 1953–54 | The Ford Television Theatre       | Lieutenant Commander Masterson | "Beneath These Waters"                                     |
| 1953–54 | The Ford Television Theatre       | Steve Wentworth                | "And Suddenly, You Knew"                                   |
| 1953–54 | The Ford Television Theatre       | "The First Born"               |                                                            |
| 1954–62 | General Electric Theater          | Presentator                    | Presenteerde 235 uitzendingen; acteerde in 35 afleveringen |
| 1956    | General Electric Summer Originals |                                | "Jungle Trap"                                              |
| 1960    | The DuPont Show with June Allyson | Alan Royce                     | "The Way Home"                                             |
| 1960    | Startime                          | Presentator                    | "The Swingin' Years"                                       |
| 1960    | Startime                          | Presentator                    | "The Swingin' Singin' Years"                               |
| 1961    | Zane Grey Theater                 | Major Will Sinclair            | "The Long Shadow"                                          |
| 1961–63 | The Dick Powell Show              | Guest Host                     | "The Last of the Private Eyes"                             |
| 1961–63 | The Dick Powell Show              | Rex Kent                       | "Who Killed Julie Greer?"                                  |
| 1963    | Wagon Train                       | Captain Paul Winters           | "The Fort Pierce Story"                                    |
| 1964    | Kraft Suspense Theatre            | Judge Howard R. Stimming       | "A Cruel and Unusual Night"                                |
| 1964–65 | Death Valley Days                 | Presentator                    | Gespeeld in acht afleveringen                              |